# Église et État dans l'Empire byzantin

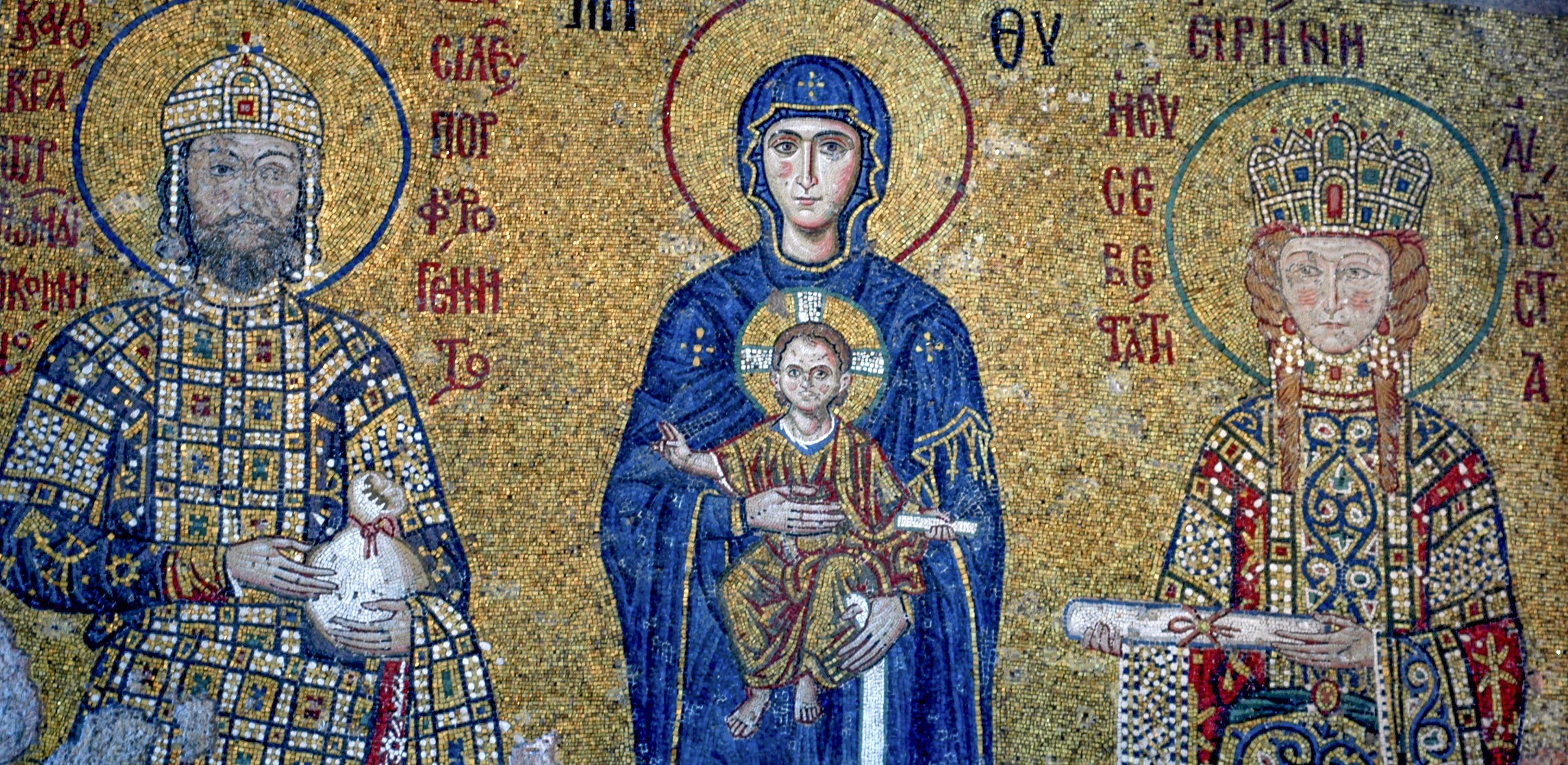
Mosaïque de la cathédrale Sainte-Sophie de Constantinople représentant Marie et Jésus entre (à gauche) et son épouse Irène de Hongrie (à droite), XII.

Les rapports entre l'Église et l’État dans l'Empire byzantin découlaient de la conception que se faisaient les Byzantins de leur empire, lequel reproduisait sur terre le royaume des cieux dans l'au-delà; Église et État étaient ainsi complémentaires l'un de l'autre. Cet empire se voulait un empire universel englobant ou appelé à englober tous les peuples de la terre (l'Écoumène (oikouméné=) lesquels devraient idéalement appartenir à la seule véritable Église chrétienne, l’Église orthodoxe.
Dès lors, l’empereur représentant de Dieu sur la terre, exerce un pouvoir absolu et sans partage, l’un de ses premiers devoirs étant de faire respecter l’orthodoxie.  
Il en résulte des rapports souvent tendus avec les papes qui, après la chute de l'Empire romain d'Occident, cessent de soumettre leur nomination à la ratification impériale et, devenus puissance politique aussi bien que spirituelle, en viennent à sacrer un deuxième « empereur des Romains » dans la personne de Charlemagne en 800. Les différences dans la doctrine et la pratique religieuse entre chrétientés occidentale et orientale s’accentuent avec les siècles jusqu’à éclater au grand jour en 1054 en un schisme et à devenir définitives lorsque les Latins souhaitent substituer une Église romaine à l’Église orthodoxe après la chute de Constantinople aux mains des croisés en 1204.
Au sein même de l’empire qu’il contrôle vraiment, c’est-à-dire l'Empire romain d’Orient, l’empereur doit, au cours des premiers siècles après Constantin Ier, lutter constamment contre de nombreux mouvement qu'ils considèrent comme des hérésies tel que le nestorianisme, l'arianisme, et le monophysisme. Ces mouvements menacent à la fois l’unité politique et religieuse de l’empire. La crise de l'iconoclasme traduit les tensions entre la partie européenne de l’empire (iconodule) et sa partie asiatique (iconoclaste). La conquête arabe réduit à néant l’influence des patriarcats orientaux d’Antioche, d’Alexandrie et de Jérusalem. Les rapports entre l’Église et l’État traduisent dès lors les relations personnelles entre l’empereur, dont l’un des titres est celui d’épistèmonarque ou protecteur de l’Église, et le patriarche de Constantinople.  À titre d’élu de Dieu, l’empereur se considère supérieur au patriarche qu’il nomme et révoque à sa guise jusqu’à ce que deux patriarches à la personnalité particulièrement forte, Photios (patriarche de décembre 858 à novembre 867, puis du 26 octobre 877 au 29 septembre 886) et Michel Cérulaire (patriarche 1043-1058) parviennent à mieux délimiter juridiction spirituelle et temporelle.  
Après la reconquête de Constantinople par les Paléologues, le conflit de juridiction entre le pape, l’empereur et le patriarche de Constantinople prend un tour nouveau lorsque, à la suite des menaces que font planer diverses puissances sur l’empire, certains empereurs tentent de parvenir à la réunification des Églises orthodoxe et romaine : tentatives de Michel VIII Paléologue,  conversion « personnelle » de Jean V, et enfin participation de Jean VIII Paléologue au Concile de Bâle-Ferrare-Florence-Rome. Il en résulte en 1439 une formule d’entente, que le clergé orthodoxe présent au concile accepte, à l'exception de Marc d'Éphèse. Cependant, elle est par la suite très vite rejetée par le peuple et le clergé de Constantinople ainsi que par les autorités politiques et religieuses de Moscou.

## Évolution historique

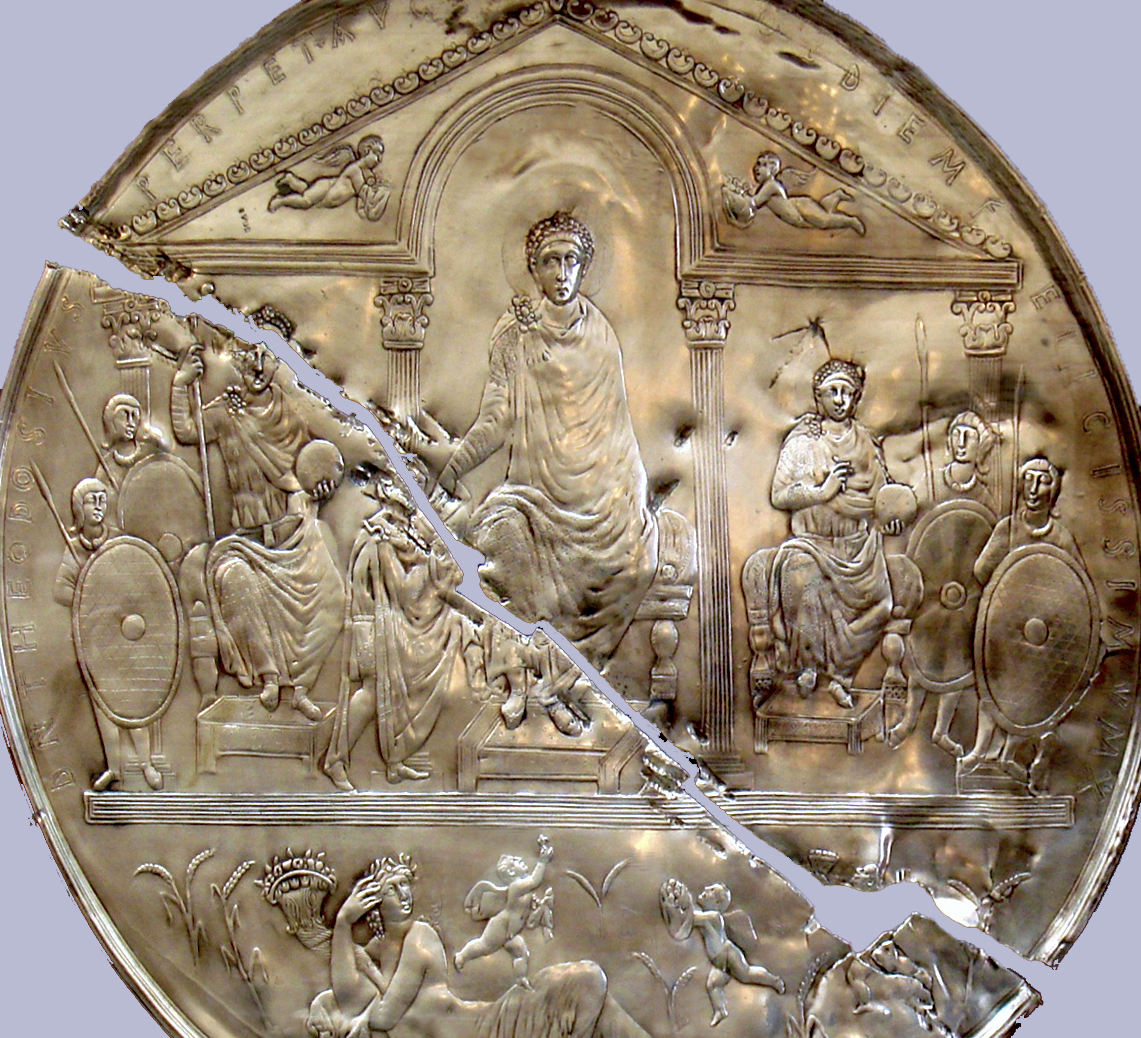
Le disque de Théodose, empereur qui a fait du christianisme la seule religion autorisée dans l’État

### L’empereur, gardien de l’unité politique et religieuse de l’empire
Par l’édit de Milan en 313, Constantin Ier permet la pratique de la religion chrétienne sans pour autant placer celle-ci au-dessus des autres religions : à ce moment, les chrétiens ne représentent qu’environ un-septième de la population de l’empire et sont pratiquement absents de l’armée, pilier du pouvoir impérial,. 
Par l’édit de Thessalonique en 380, Théodose Ier fait du christianisme la seule religion autorisée de l’État,. Un décret impérial, datant de 388 et plus tard incorporé dans le Codex Justinianus, ordonne à la population de l’empire « de prendre le nom de chrétiens catholiques », considérant tous ceux qui ne se pliaient pas à cet édit comme des « personnes égarées et stupides », adeptes de « dogmes hérétiques »,,[réf. non conforme]. 
Bientôt cependant, la propagation du christianisme conduit à des divergences d’opinion sur ce que doivent croire les chrétiens. Pour mettre un terme à ces dissensions qui menacent également l’unité politique de l’empire, les empereurs convoquent et président des réunions d’évêques, appelés conciles œcuméniques lorsqu’ils réunissent l’ensemble de la chrétienté, pour définir la doctrine de l’Église, s’abstenant toutefois de s’ingérer dans la définition de cette même doctrine. 
Au départ donc, alors que les chrétiens sont encore minoritaires dans l’empire, c’est l’Église elle-même qui sollicite l'intervention de l’empereur dans sa vie interne.
Du concile de Nicée I, convoqué en 325 par Constantin Ier à celui de Nicée II, convoqué en 787 par l’impératrice Irène, sept conciles tentent ainsi de définir le dogme chrétien. Toutefois, aux IVe et Ve siècles de nombreuses controverses surgiront conduisant à des schismes comme l’arianisme, le nestorianisme et le monophysisme, plusieurs d’entre eux ayant une dimension politique puisque trouvant leurs adeptes surtout dans la partie orientale de l’empire. 
Pendant ce temps, dans la partie occidentale de l’empire, les tribus germaniques, devenues chrétiennes mais de confession arienne, établissent leur propre réseau d’églises et d’évêques, tout en demeurant généralement tolérants à l’endroit des populations locales qui conservent leur allégeance à l’Église impériale.
La déposition du dernier empereur d’Occident en 476 ajoute une dimension politique à l’Église face aux nouveaux maitres de l’Italie. 
Pour une courte période, Justinien Ier (r. 527-565) parvient à reconquérir l’Italie et à mener une politique active dans les affaires religieuses. Empereur romain, il se conçoit d’abord  comme un empereur chrétien, chargé de faire de son empire terrestre l’équivalent du royaume céleste,[réf. non conforme]. 
« Empereur et prêtre », Justinien veut réorganiser l’administration de l’Église universelle et par sa Novelle 123 en confie la direction à cinq patriarches dont les Églises auraient été fondées par des apôtres : Rome, Constantinople, Alexandrie, Antioche et Jérusalem,,. 
Mais ces patriarches doivent diriger l’Église sous sa gouverne, « l’empereur [étant] la tête de l’Église en ce sens qu’il a à la fois le droit et le devoir d’en règlementer par ses directives jusqu’aux moindres détails de son culte et de sa discipline, et de définir les vérités théologiques auxquelles elle doit adhérer,.

### Le pape s’affranchit de la tutelle impériale
L’Empire romain d’Orient voit rapidement disparaitre les conquêtes de Justinien mais maintient son pouvoir sur Rome, en tant que partie de l’exarchat de Ravenne jusqu’en 751, période décrite comme la « papauté byzantine », période pendant laquelle les papes doivent recevoir l’approbation de l’empereur avant de recevoir la consécration épiscopale et pendant laquelle de nombreux papes sont soit d’anciens apocrisiaires (représentants du pape auprès de la cour impériale) soit des ecclésiastiques venant de la Grèce byzantine, de  Syrie ou de Sicile byzantine. 
Le pape Grégoire III (r. 731-741) fut le dernier évêque de Rome à demander au souverain byzantin de ratifier sa nomination. 
Par la suite, si les papes continuent à reconnaitre la souveraineté temporelle de l’empereur byzantin, ils se refusent à accepter sa juridiction dans le domaine théologique. C’est pourquoi, ils rejettent l’autorité du concile in Trullo ou Quinisexte (691-692) réuni à l’initiative de Justinien II sans leur approbation, et continuent à prôner la suprématie de l’évêque de Rome sur l’ensemble de l’Église,. 

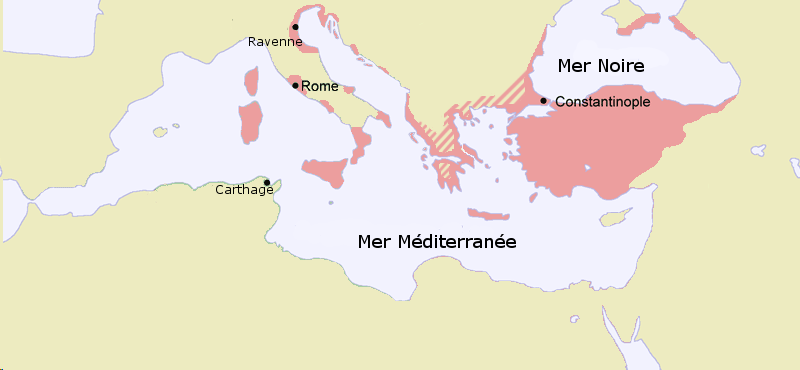
L’empire byzantin en 717.

Les conquêtes arabes des territoires sur lesquels sont établis les patriarcats d'Alexandrie, d'Antioche et de Jérusalem, anéantit en pratique le rôle de ceux-ci dans le gouvernement de l’Église, ne laissant face à face que ceux de Rome et de Constantinople,. 
Le conflit éclate entre les deux sièges lorsque le pape Grégoire II (r. 715-731) refuse de reconnaitre tant la doctrine iconoclaste proclamée par l’empereur Léon III (r. 717-741) que la légitimité du patriarche Anastase, nommé par l’empereur en remplacement du patriarche Germain qui a refusé d’entériner la doctrine impériale. 
En représailles, l’empereur confisque les propriétés du pape en Sicile et en Calabre, et transfère son autorité sur les territoires occidentaux au patriarche de Constantinople, ajoutant à l’Italie du sud, la Grèce byzantine et les iles de la mer Égée.
La tension entre le pape et l’empereur grandit durant le règne de Maurice (r. 582-602). Voulant se réconcilier les monophysites, l’empereur veut donner au patriarche de Constantinople une autorité sur les autres patriarches et évêques d’Orient similaire à celle que le pape à Rome exerce sur les évêques d’Occident. Il encourage ainsi le patriarche de Constantinople, Jean IV le Jeûneur, à utiliser le titre de « patriarche œcuménique » (οίκουμενικός πατριάρχης), ce qui provoque une réponse outrée du pape, celui-ci prenant le terme d’œcuménique au sens littéral d’universel alors qu'en grec le terme en est venu à simplement désigner l’empire dont Constantinople est effectivement la capitale.  
Et le couronnement de Charlemagne le 25 décembre 800 par le pape Léon III (r. 795-816) qui reconnait ce dernier comme « Imperator Romanorum » met fin à toute illusion d’allégeance de la papauté à l’empereur byzantin. 
La fin du conflit qui déchire l’empire pendant toute la période iconoclaste de 730 à 843 permet de tourner les efforts vers l’étranger et de lancer une grande campagne de christianisation des peuples slaves qui ont envahi l’empire au siècle précédent, dans les Balkans d’abord, en Russie ensuite.  Cette grande entreprise missionnaire exige une coopération étroite entre pouvoirs civil et religieux, comme le montre l’envoi par l’empereur Michel III (r. 842-867) des frères Cyrille et Méthode chez les Khazars d’abord, en Grande-Moravie ensuite : c’est l’époque où l’Église de Rome et celle de Constantinople s’affrontent dans une lutte d’influence pour la conduite des affaires religieuses dans l'Est de l’Europe.

### L’ère des patriarches Photios et Cérulaire

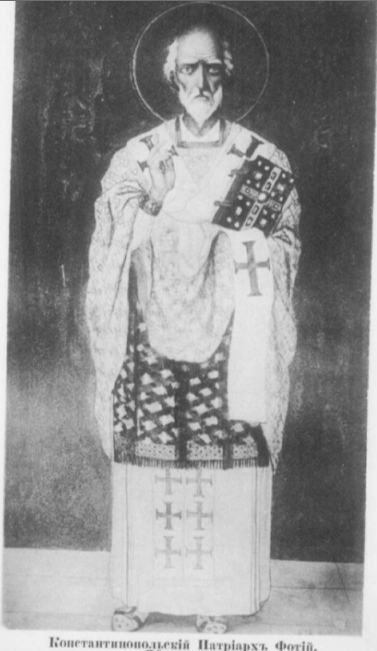
Saint Photios, icône de la cathédrale Sainte-Sophie de Kiev.

L’artisan de cette lutte est le patriarche Photios (ou Photius, patriarche 858 - 867 ; 877 - 886). Au moment de sa conversion, le tsar bulgare Boris Ier (r. 852-889) tente de jouer Rome contre Constantinople afin d’obtenir la plus grande indépendance possible pour sa nouvelle Église. Le pape envoie alors des légats auprès de Boris, ce qui provoque la colère de l’empereur Michel III et du patriarche Photios qui, en affirmant l’autonomie de l’Église byzantine, condamne la prétention du pape à la suprématie sur le plan de la juridiction, tout en accusant le pape d’hérésie au sujet de l’épineuse querelle du Filioque sur le plan de la doctrine,.
Cette coopération entre empereur et patriarche est toutefois mise à rude épreuve sous l’empereur Léon VI (r. 886-912) pour des raisons de discipline religieuse. Les lois civiles et religieuses autorisent alors un homme à se marier deux fois pour permettre à sa famille de se perpétuer. Mais elles interdisent formellement un troisième mariage. Or Léon VI doit se marier quatre fois pour pouvoir avoir un descendant. Lorsqu’il se marie secrètement avec Zoé Carbonopsina la colère de l'Église est telle qu’elle refuse la dispense nécessaire, ce qui provoque le déchirement de celle-ci entre les partisans de l’ancien patriarche Photios et son rival Ignace que Basile Ier le Macédonien (r. 867-886) a installé sur le trône après avoir assassiné Michel III,.
La controverse au sujet du « Filioque » sert de prétexte à ce qui est considéré comme le premier acte de la séparation entre les Églises catholique romaine et orthodoxe. 
En 1054, Constantin IX Monomaque (r. 1042-1055) est en fin de règne et de vie, ce qui le fragilise face à la personnalité forte du patriarche Michel Ier Cérulaire. 
Pénétré de la sublimité de sa fonction, cet ancien haut fonctionnaire devenu prêtre pour échapper à la justice, est en outre farouchement anti-romain. Or, à la même époque se trouve sur le trône de Saint-Pierre un représentant de la réforme clunisienne, Léon IX, prônant une papauté puissante, convaincu que la juridiction spirituelle doit l’emporter sur la temporelle. Pour résoudre un conflit de juridiction en Italie du sud, le pape choisit d’envoyer une délégation à Constantinople et en confie la direction au cardinal Humbert de Moyenmoutier (1000-1061), farouchement anti-byzantin. Dès l’arrivée de celui-ci à Constantinople, le conflit éclate entre les deux hommes sur des questions de protocole et, le 16 juillet, le cardinal Humbert dépose avec fracas sur l’autel de la cathédrale Sainte-Sophie une bulle d’excommunication contre Cérulaire et ses adjoints. Celui-ci court alors chez l’empereur et le persuade de faire de même à l’endroit du cardinal et de ses collaborateurs. C'est l’une des rares fois dans l’histoire de Byzance où le patriarche fait plier l’empereur devant sa volonté,,.
Non content d’affirmer son indépendance vis-à-vis de Rome, Michel Cérulaire réussit au cours des règnes de Michel VI Bringas (r. août 1056 – août 1057), d'Isaac Ier Comnène (r. 1057-1059) et Constantin X Doukas (r. 1059-1067), tout aussi faibles que leur prédécesseur, à dégager l’Église de la tutelle impériale et à affirmer son indépendance. Symbole de celle-ci, il obtient d’Isaac Ier (qu’il avait aidé à monter sur le trône lorsque celui-ci déposa Michel VI Stratiotikos) que l’administration de la cathédrale Sainte-Sophie ne relève plus de l’empereur, mais du patriarche lequel aurait dorénavant juridiction exclusive sur les affaires de l’Église.

### Les Comnènes reprennent la supervision de l’Église

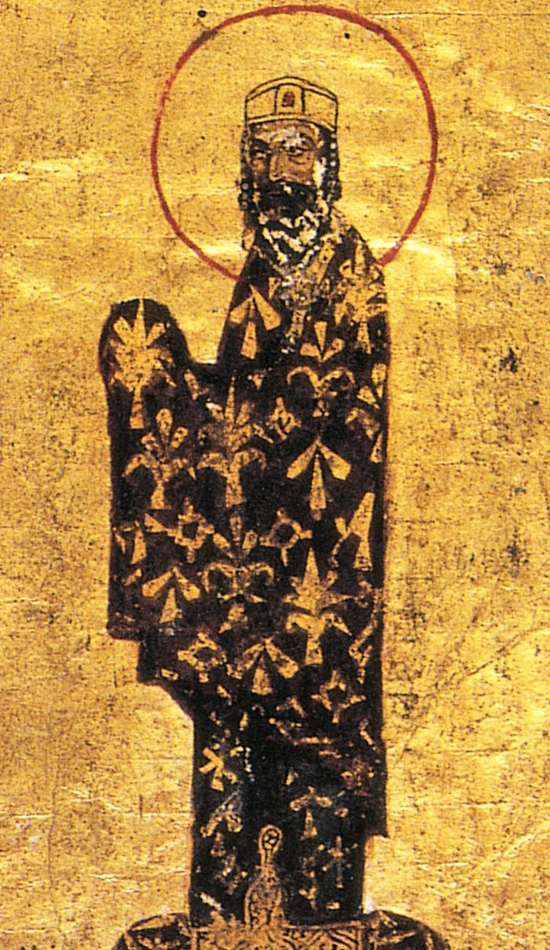
Alexis Ier Comnène, qualifié par sa fille Anne, de « treizième apôtre ».

Cette indépendance reste toutefois de courte durée et, peu après son accession au trône, Alexis Ier Comnène (r. 1081-1118) s’aliène la sympathie de l’Église en saisissant certains biens pour faire face aux ennemis qui assiègent de toutes parts l’empire : Normands en Italie, Petchénègues en Europe, Seldjoukides en Asie. D’abord excommunié par le pape Grégoire VII (r. 1073-1085) pour avoir pris le pouvoir de façon illégitime, il tente un rapprochement avec son successeur, Urbain II (r. 1085-1099) (ce qui prouve que les rapports ne sont pas rompus depuis les évènements de 1054), lui envoyant une ambassade pour le prier de lui fournir des mercenaires pour combattre ces ennemis. Le pape, élu à la suite d’un violent conflit entre la papauté et l’empereur romain germanique, y voit une occasion pour lui d’unifier la chrétienté et interprète cette demande d’aide comme un appel à la croisade pour libérer les Lieux Saints : c'est le début de la première croisade,.
Profondément croyant et adorant les discussions théologiques, l’empereur se voulait le champion de l’orthodoxie religieuse, comme le prouve la façon dont il poursuivit les Bogomiles et les Pauliciens, ainsi que son rôle dans le procès du théologien Jean Italos accusé d’arianisme et de sabellianisme. 
En 1084, est élu un nouveau patriarche, Nicolas III Grammatikos, avec qui l’entente semble totale jusqu’à la mort de celui-ci en 1111, ce dernier n’élevant aucune protestation devant les interventions de plus en plus nombreuses de l’empereur dans le domaine ecclésiastique. 
C'est ainsi qu’en 1094, Alexis est appelé à trancher sur la nomination d’un évêque devant le désaccord entre les membres du synodes représentant le clergé de la capitale et les évêques orientaux de plus en plus nombreux à se réfugier à Constantinople devant l’avance turque en Asie Mineure.
La décision d’Alexis provoque la fureur du métropolite d’Ancyre, Nicétas, qui proteste en affirmant  que « ce n’était pas l’affaire des Empereurs de légiférer pour l’Église.»
La réponse d’Alexis est révélatrice : « Quiconque s’oppose au décret impérial doit être puni de sacrilège »,. 
Le basileus reprend ainsi le contrôle de l’Église en particulier sur celle de Constantinople, créant par un édit de 1087 un groupe de prêcheurs appelés didascales chargés de réformer l’enseignement de la foi et de veiller à la moralité publique.

### Deux Églises se disputent l’ancien empire
La séparation ultime entre les Églises de Rome et de Constantinople est le résultat de la quatrième croisade, lorsque le Vénitien Thomas Morosini est choisi par les croisés (sans en référer au pape) comme premier patriarche latin de Constantinople,. 
Le patriarche orthodoxe, Jean X Kamateros (patriarche 1198 - 1206) doit s’exiler à Didymotique en Thrace. Tous les grands diocèses passent alors aux mains des Latins malgré la résistance de la population demeurée fidèle à l’orthodoxie. Les orthodoxes se tournent alors vers Théodore Ier Lascaris (r. 1205-1221) qui en 1206 invit le patriarche à venir à Nicée. Probablement en raison de son grand âge, Jean X refuse et un nouveau patriarche, Michel IV Autorianos (patriarche 1206 - 1212), est choisi et couronne le nouveau basileus à Nicée,.  
Une nouvelle ère de coopération s’instaure alors entre l’empereur et le patriarche, tous deux s’efforçant de maintenir l’unité de la foi telle qu’elle existe avant 1204, tout en protégeant les orthodoxes maintenant sous domination latine. 
Cette unité est gravement compromise par ceux qui rejettent les prétentions de l’Empire de Nicée comme successeur légitime de l’Empire byzantin. 
Déjà l'Église de Chypre s'est tournée vers Rome pour maintenir son indépendance, et on peut craindre que la Serbie et la Bulgarie s’apprêtent à faire de même. Au sein même des frontières de l’ancien empire, un conflit s'élève entre Nicée et le despotat d'Épire où Michel Ier Comnène Doukas voulant faire valoir l’indépendance de son État non seulement sur le plan politique, mais également sur le plan religieux, rompt ses liens avec l’Église orthodoxe et fait allégeance au pape. 
Avec Jean Apokaukos, archevêque de Naupacte, et Georges Bardanès, métropolite de Corfou, Dèmètrios Chomatenos, archevêque d’Ohrid (de fait en Bulgarie, mais relevant du despotat d’Épire), devient l’âme dirigeante du mouvement visant à affirmer l'indépendance du despotat d’Épire, couronnant Théodore Ier Ange Doukas Comnène (r. 1215-1230) comme empereur de l’éphémère Empire de Thessalonique, encourant ainsi le courroux à la fois de l’empereur Jean III Doukas Vatatzès et du patriarche Germain II (patriarche 1223 – 1240). Néanmoins la situation s’apaise, si bien qu’en 1232 l’empereur, appuyé par le patriarche, peut reprendre le dialogue avec Rome sur la réunification des Églises et que, son autorité reconnue, le patriarche peut visiter l’ensemble de la région en 1238.

### Sous les Paléologues
Cette harmonieuse coopération est fortement compromise par l’arrivée au pouvoir de Michel VIII Paléologue (empereur à Nicée 1259 - 1261, empereur à  Constantinople 1261 - 1282), lequel après avoir reconquis Constantinople fait crever les yeux du jeune Jean IV Lascaris pour l’empêcher d’accéder au trône. 
Aussi, lorsque l’empereur tentant d’établir une alliance avec Manfred de Sicile lui demande la main de sa fille Constance, veuve de Jean III Doukas Vatatzès, le patriarche Arsène jette l’anathème sur l’empereur qui, en représailles, le destitue. Il en résulte un schisme entre les partisans d’Arsène et ceux qui se rangent derrière le nouveau patriarche Joseph nommé par Michel VIII qui va durer quarante-cinq ans. Et même si Joseph doit lever l’excommunication prononcée par son prédécesseur en 1267, il refuse de participer au Concile de Lyon en 1274 qui réunifie, du moins en apparence, les deux Églises. Le pape lui-même finit par excommunier Michel VIII en 1281 : l'acte d'Union des deux Églises demeure lettre morte,.
Les choses reprennent leur cours normal sous Andronic III Paléologue (1328 – 1341), jusqu’à ce qu’éclate le conflit sur l’hésychasme et que le patriarche Jean XIV Kalekas (patriarche 1334 – 1347), régent de l’empire, devienne partie au conflit de succession opposant Jean V Paléologue à Jean VI Cantacuzène,. 
La conversion personnelle de Jean V Paléologue (règne de juin 1341 à août 1376 ; de juillet 1379 à avril 1390, et enfin de septembre 1390 à février 1391) et sa soumission personnelle au pape Urbain V sont perçues comme un geste politique sans véritable répercussion sur les relations entre l’empereur : le patriarche Calliste Ier que préoccupe davantage l’unité de son Église mise à mal par les suites du conflit hésychaste. 

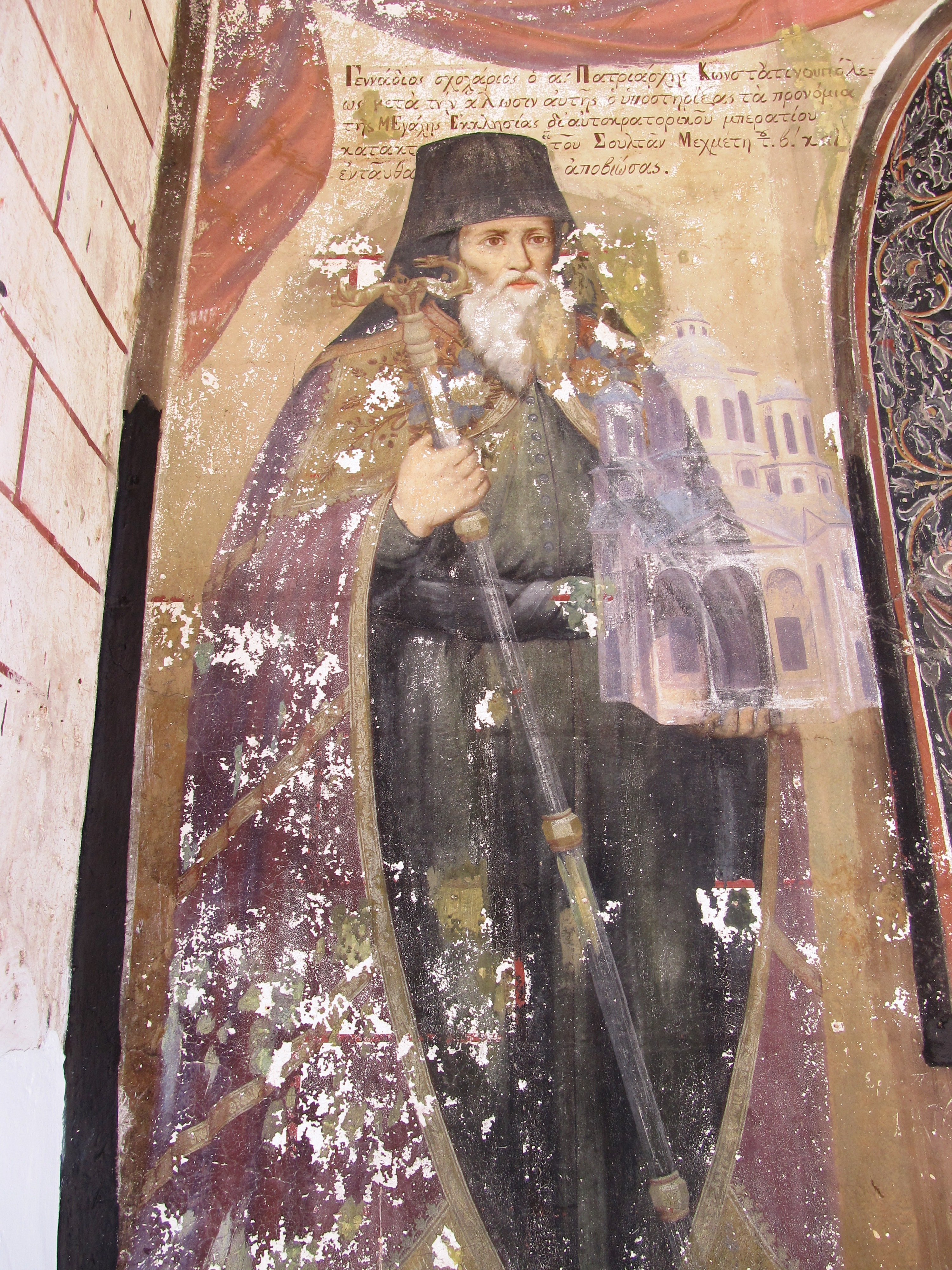
George Scholarios, patriarche à trois reprises, devenu après la chute de Constantinople le représentant du « millet » grec auprès du sultan.

Le dernier acte se joue au Concile de Bâle-Ferrare-Florence-Rome (1431-1441) alors que Jean VIII Paléologue (r. 1425-1448) accompagné du patriarche Joseph II de Constantinople, favorable à l’Union mais qui décède au cours du concile, accepte une formule d’entente entre les Églises de Rome et de Constantinople. 
Toutefois cette union n'est acceptée ni par la Russie où le métropolite Isidore de Kiev va être enfermé par le prince Vassili II dans un couvent pour ne pas s'être opposé à l’union, ni par le clergé et la population de Constantinople de telle sorte que sa proclamation doit être remise jusqu'au 12 décembre 1452. 
À ce moment toutefois, un ancien despote de Mistra, Constantin XI Paléologue (r. 1448-1453), a déjà succédé à Jean VIII. Couronné à Mistra et non à Constantinople (où un tel couronnement par un patriarche unioniste aurait risqué de conduire à une émeute), le dernier « empereur non couronné » comme l’appellent certains, fait lire le mardi 12 décembre 1452, la bulle Lætentur Coeli (it), à la basilique Sainte-Sophie de Constantinople. Cette proclamation n'a cependant aucune suite, puisque le 29 mai 1453 Méhémet II s’empare de Constantinople.
Et c'est finalement sur un nouveau patriarche que Méhémet II porte son choix pour gouverner le « millet » des sujets byzantins au sein de l’empire ottoman : Gennade II Scholarios (1400-1473), partisan de l’Union des Églises avant le concile, puis ardent défenseur de l’orthodoxie après celui-ci, est intronisé en janvier 1454 sous le nom de Gennadios II, non pas à Sainte-Sophie maintenant transformée en mosquée, mais à l'église des Saints-Apôtres.

## Un empereur chrétien

### L’empereur et l’Église

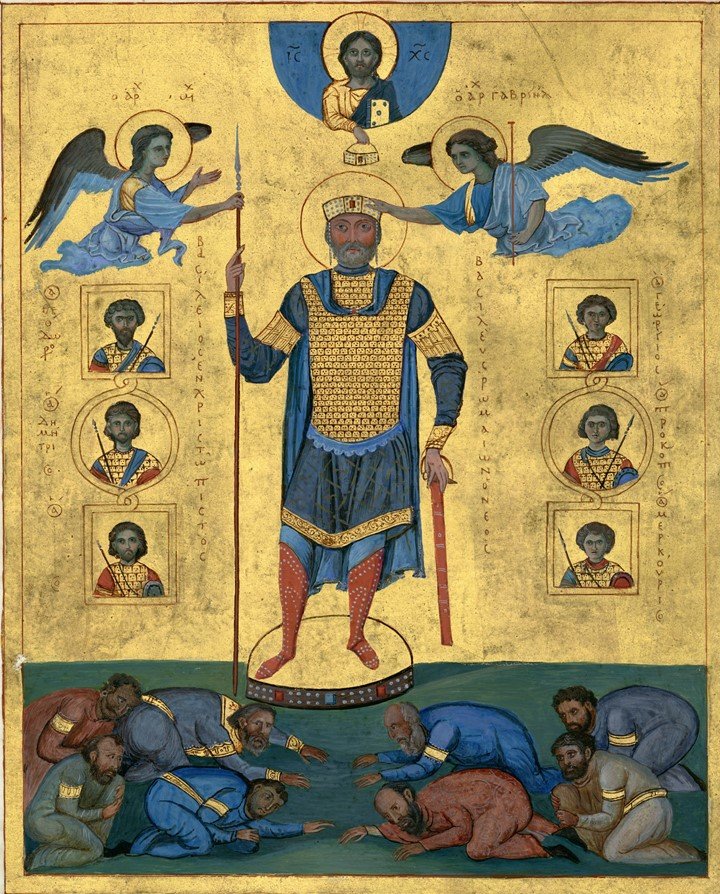
Proskynèse devant l’empereur byzantin, ce rite emprunté des souverains orientaux illustrait la sacralisation du souverain (Psautier de vers 1018).

Pour les Byzantins, l’État et l’Église, gouvernés par l’empereur et le patriarche, constituent  les deux aspects d’un même pouvoir, le premier régnant sur les corps, le deuxième sur les âmes : de l’harmonie entre l’un et l’autre découle la prospérité de l’empire. Élu de Dieu à qui seul il rend compte (autokrator), l’empereur est aussi l’égal des apôtres (isapostolos) et son premier devoir est de propager la foi,. Le rôle qu'est appelé à jouer l’empereur dans les affaires de l’Église n'est jamais fixé dans les textes et dépend plutôt de la personnalité des divers empereurs et du zèle que chacun met à protéger l’Église et ses possessions matérielles, sa doctrine telle que définie par les sept premiers conciles dits œcuméniques et d’imposer cette dernière à ses sujets,.
Cette fonction religieuse des empereurs byzantins perpétue celle qu'ont exercée jusqu’à Gratien les empereurs romains, grands pontifes, présidant le collège des prêtres.  L’empereur lui-même est vu, à l’instar de David et de Melchisédech dans la Bible comme un « roi-prêtre ». Peu à peu s'est installé dans l’empire un « culte de l’empereur ». Tout ce qui touche à la personne impériale est qualifiée de « sacré » : le mot latin « divus » désignant d’abord un empereur mort, puis un empereur vivant est remplacé jusqu’au VIIe siècle par son équivalent grec « theios », auquel se substitue celui moins épineux de « hagios (saint) ». Les statues et portraits impériaux font l’objet de vénération : l’image de l'empereur permet aux fugitifs de réclamer un droit d’asile semblable à celui dont ils auraient joui dans une église et les formules officielles de serment invoquent à la fois le salut de l’empereur et la Sainte Trinité,. 
Ainsi, ce sont les empereurs qui convoquent les premiers conciles œcuméniques et en fixent l’ordre du jour. Ils en président les séances d’ouverture et de clôture, se faisant représenter par de hauts fonctionnaires lorsque les débats n'ont pas de conséquences politiques. Néanmoins, certains empereurs n'hésitent pas à intervenir dans la définition même des dogmes lorsque ceux-ci risquent d’avoir des répercussions sur l’unité de l’empire, soit en imposant leur arbitrage entre deux factions (Constantin dans les questions donatiste et arienne), soit en tranchant certaines questions de leur propre autorité (Encyclique de Basiliscus (475), l'Henotikon de Zénon (482)). Il lui appartient ensuite de faire mettre en application les décisions et de poursuivre les hérétiques. Anne Comnène n’appelle-t-elle pas son père, Alexis Ier, le « treizième apôtre » en raison de son zèle à poursuivre les manichéens et les bogomiles ? La plupart des conciles se tiennent à Constantinople ou dans ses environs : Nicée (325), Constantinople I (381), Éphèse (431), Chalcédoine (451), Constantinople II (553). Le concile de Constantinople II au cours duquel l’empereur Justinien fait prévaloir ses idées sur celles du pape Virgile montre clairement qu’encore au VIe siècle la volonté impériale peut s’imposer.

Le quartier du Grand Palais de Constantinople, à proximité de Sainte-Sophie, siège de l’administration patriarcale.

Ce culte de l’empereur se traduit par la  « liturgie impériale », extension du couronnement de l’empereur par le patriarche à Sainte-Sophie dont le cadre est le Grand Palais, véritable ensemble de palais ayant chacun une fonction particulière,.
En plus des appartements privés de la famille impériale (palais de Daphnée), la salle du trône ou Tribunal des Dix-Neuf Lits servant aux banquets officiels, le palais de la Magnaure où a lieu la réception des ambassadeurs, le Chrysotriclinium pour les audiences les plus solennelles, la Porphyra, salle où accouchent les impératrices, tous déploient une splendeur et un luxe destiné à impressionner ceux qui y ont accès, comme ce trône permettant à l’empereur de s’élever dans les airs d’où il redescend vêtu d’ornements différents, trône entouré de lions rugissants et autres automates comme les oiseaux qui gazouillent dans les branches d’arbres plaqués d’or. Non loin du Grand Palais auquel peu de gens peuvent accéder se trouve l’Hippodrome, théâtre de cérémonies grandioses où étaient célébrés entre autres les triomphes impériaux au cours desquels on fait défiler le butin et les ennemis faits prisonniers,.
Le Grand Palais est aussi le lieu où se déroulent les fêtes impériales, parallèles au calendrier liturgique de l’Église, fêtes à la fois profanes comme celle des Brumalia (fin novembre) réprouvée par l’Église, la fête des Vendanges (15 aout) où le patriarche vient au Palais bénir les premières cuvées ainsi que des fêtes religieuses comme le dimanche des Rameaux où l'empereur distribue croix et rameaux au Palais avant de se rendre à Sainte-Sophie où se déroule la cérémonie religieuse,.
L’autorité de l’empereur s'exerce non seulement sur le dogme, mais également sur la vie de l’Église et les lois qui la régissent (le droit canon ou nomocanon), mélange de textes religieux et ecclésiastiques. Ainsi l’une des premières recensions effectuée au VIe siècle par le patriarche Jean le Scholastique (patriarche  565-577) réunit 50 titres auxquels s’ajoutent 68 canons (lois religieuses) de saint Basile et des extraits de novelles (lois civiles) de Justinien. Ce nomocanon se développe jusque vers 1089 alors qu'une dernière édition remplace les édits de Justinien par ceux de Basile II,. Et tant Justinien que Léon VI, Alexis Ier, Manuel Comnène, Andronic II Paléologue n'hésitent pas à intervenir pour dénoncer l’appétit de richesses terrestres manifestés par certains monastères, l’ignorance de certains clercs, voire leur moralité douteuse.
Certains empereurs modifient les circonscriptions ecclésiastiques en créant de nouveaux évêchés : Justinien créant un archevêché dans sa ville natale, Basile II remaniant les circonscriptions ecclésiastiques de la Bulgarie conquise), allant même jusqu’à intervenir dans le calendrier liturgique en fixant la date de certaines fêtes (Justin Ier étendant à tout l’empire la date du 25 décembre pour célébrer la Nativité, Maurice fixant la Dormition de la Vierge au 15 aout. 
Néanmoins, l’élection divine ne signifie pas que le pouvoir ne peut être contesté : Dieu en effet ne saurait maintenir en place un empereur qui manquerait à ses devoirs de justice et de philanthropie, ou dévierait vers l’hérésie. Les opposants guettent donc tout signe du ciel qui traduirait la défaveur divine : épidémies, tremblement de terre, défaites militaires. Il est certain que la longue série de défaites militaires aux mains des Bulgares et des Arabes au VIIe siècle facilite l’émergence de l'iconoclasme, et Michel Ier Rangabé doit abdiquer après l’avance victorieuse des Bulgares aux portes de la capitale. Quelle que soit la puissance des empereurs, ils ne réussissent jamais à faire plier l’Église lorsqu’ils veulent imposer des opinions contraires à l’orthodoxie, soit en matière de foi (les évêques iconoclastes eux-mêmes refusent d’adopter les théories de Constantin V sur le culte de la Vierge et des saints ; refus du peuple et des ecclésiastiques qui quittent Sainte-Sophie où Constantin XI vient de proclamer le rattachement de l’Église orthodoxe à celle de Rome), soit en matière de morale (divorce de Constantin VI).

### L’empereur et le pape

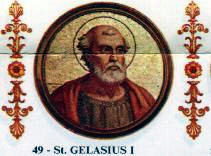
Le pape qui défendit l’indépendance de la papauté face à l’empereur favorable au monophysisme.

Après la déposition du dernier empereur d’Occident en 476, les relations entre le pape et l’empereur commencent à se tendre, l’évêque de Rome étant appelé à jouer un rôle politique aussi bien que spirituel. S’ils détestent les barbares ariens qui gouvernent maintenant l’Italie, les papes détestent encore plus l’empereur monophysite qui règne maintenant à Constantinople. Lorsque Gélase Ier est élu pape en 492, il néglige d’informer l'empereur de sa nomination et de demander sa confirmation. Devant les protestations de l’empereur, il répond par une lettre affirmant que le monde est dirigé par deux puissances et que de ces deux puissances, celle des prêtres est la plus grande puisque ceux-ci sont également responsables de l’âme des princes.
Ainsi, face à une Église orientale qui accepte facilement l’intervention du basileus dans les affaires de l’Église allant même jusqu’à la solliciter, les papes, à partir de Gélase (r. 492-496) et Symmaque (r. 498-514) repoussent de plus en plus ouvertement ce qu’ils considèrent comme des empiètements dans les affaires de l’Église. Ces relations deviennent encore plus délicates lorsque la reconquête de l’Italie par Justinien (r. 527-565) replace l’Italie sous l’autorité byzantine. Pendant les deux siècles suivants, les empereurs tentent de faire du pape leur sujet, n'hésitant pas à déporter certains d’entre eux comme Martin Ier (r. 649-655) qui meurt en exil à Cherson. 
La situation s'exacerbe lorsque l’empereur iconoclaste Léon III (717 – 741), désireux d’augmenter les impôts pour financer sa lutte contre les Arabes, se heurte à l’opposition du pape dont les domaines fonciers situés en Sicile et en Calabre font partie de l’empire. L’empereur décide alors de confisquer ces domaines en les transférant avec l'Illyricum, la Grèce et les îles de la mer Égée, à la juridiction du patriarche de Constantinople.
Les derniers bastions impériaux d’Italie tombent sous les coups des Lombards en 751. Dès lors, les papes deviennent les seuls protecteurs de la population face aux barbares et, après avoir demandé l’aide de Pépin le Bref, Étienne II (r. 752-757) hérite des territoires de l’exarchat de Ravenne, auparavant possession byzantine. 
Ce conflit de juridiction trouve son prolongement lors de la christianisation des peuples slaves entreprise au IXe siècle alors que clergés francs et byzantins se font concurrence pour amener la Pologne, la Pannonie et surtout la Moravie dans leur zone d’influence. Si Rome finit par l’emporter en Hongrie et en Pologne, Constantinople réussit au concile de 879 à faire mettre la Bulgarie sous sa dépendance, bientôt suivi des Serbes et, avec le baptême de Vladimir de Kiev en 989, la Russie d’alors. 
Rome toutefois va relever la tête et, après la réforme clunisienne, le pape Grégoire VII (r. 1073-1085), auteur présumé du Dictatus papæ, veut mettre l’empereur sous la suzeraineté du pape en  affirmant que lui seul peut disposer des insignes impériaux, que les princes de ce monde doivent lui baiser les pieds et qu'il a le pouvoir de déposer les monarques.
Les incidents de 1054 opposant le patriarche de Constantinople et l'émissaire du pape Léon IX n'ont guère de conséquences sur les relations entre le pape et l’empereur. Bien au contraire, l’empire étant en position de faiblesse, ce sont les successeurs de Constantin IX qui tentent d’obtenir du pape des secours pour lutter contre l’invasion turque. Bien plus, après la reconquête de 1261, plusieurs empereurs tentent de négocier la réunification des deux Églises même, voire de la reconnaissance de la suprématie de Rome en matière religieuse contre l’envoi de mercenaires (Voir « Évolution historique » plus haut).

### L’empereur et le patriarche

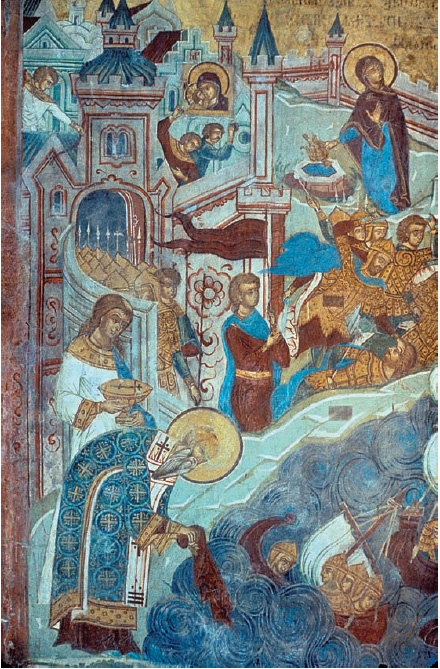
L’empereur Michel et le patriarche Photios déposent conjointement dans la mer le voile de la Théotokos durant la guerre russo-byzantine de 860 ; une tempête s’éleva qui fit fuir les barbares.

Dans sa Novelle 6 en 535, Justinien affirme que Dieu a donné aux hommes le Sacerdoce et l’Empire, le premier ayant charge des questions spirituelles, le second des questions temporelles. Toutefois, le patriarche Photios est le seul à tenter de définir les frontières entre ces deux domaines et les relations que doivent entretenir ces deux pouvoirs. Dans l’Épanagogue (Eisagogè), rédigé vers 880 pour servir d’introduction au recueil de lois appelé  « Basiliques », les titres II et III décrivent respectivement les pouvoirs de l’empereur et du patriarche, l'accent étant mis sur l’harmonie devant régner entre eux. Toutefois, ce texte n'a jamais été publié, Léon VI (r. 886-912) obtenant dès son arrivée au pouvoir la démission de Photios, preuve que l'harmonie ne règne pas constamment entre les deux pouvoirs.
En fait, si l’empereur est soumis comme tous les autres fidèles à l’autorité spirituelle de l’Église, il a l’immense avantage sinon de choisir, du moins d’apposer son veto à l’élection d’un patriarche qui risque de déplaire. D'après le Livre des Cérémonies, le choix du patriarche relève de l’assemblée des métropolites (le synode) qui présente trois noms à l’empereur lequel proclame l’heureux élu. Mais si aucun de ces noms ne lui convient, il est libre d’en présenter un quatrième aux métropolites. Certains empereurs imposent même leur choix sans autre formalité comme dans le cas d’Alexis le Studite que Basile II désigne sur son lit de mort. La nomination officielle d’un nouveau patriarche a lieu au Grand Palais lors d’une cérémonie à laquelle assiste le Sénat, les métropolites et d’autres ecclésiastiques. L’empereur lit alors la formule : « La grâce divine ainsi que notre pouvoir qui en dérive, promeuvent le très pieux Phôtius comme patriarche de Constantinople ». C'est seulement le dimanche suivant que la consécration du nouveau patriarche a lieu à Sainte-Sophie, également en présence du souverain,.
De façon générale, l’harmonie règne entre l'empereur et le patriarche, celui-ci déférant respectueusement à l’avis du souverain. En cas de confrontation, c'est soit en raison de la forte personnalité du patriarche devant un empereur faible, comme Photius et Michel Cérulaire, soit parce que l’empereur s'est éloigné de l'orthodoxie, soit encore qu’il ait péché contre la morale.

## L’Église impériale

### Structure de l’Église

#### Haut clergé

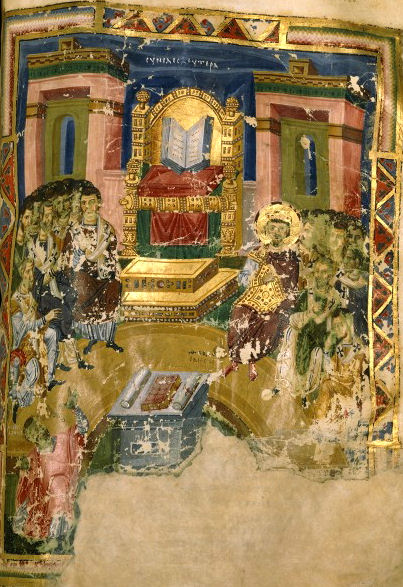
Le premier concile de Constantinople représenté sur une enluminure d’un manuscrit byzantin du IXe siècle.

Le patriarche de Constantinople dirige une Église composée de deux strates distinctes. Au sommet de la pyramide se trouve le haut clergé, composé des métropolites, des évêques venant sous la juridiction de ces métropolites (évêques suffragants) et des archevêques autocéphales résidant dans une grande ville et ne dépendant que du patriarche. Au Xe siècle il existe dans l'Empire byzantin 57 métropoles, 49 archevêchés et 514 évêchés.
Au bas de la pyramide se trouve le clergé composé du clergé régulier qui dessert les diverses églises et les moines regroupés dans des  monastères dont les plus célèbres sont sans doute ceux du Mont Athos ou le monastère du Studion de Constantinople  et qui jouent un rôle politique important dans l’histoire de l’empire, notamment pendant la crise de l’iconoclasme et, plus tard, de l’hésychasme.
Lors du premier concile de Constantinople en 381, les frontières des circonscriptions ecclésiastiques correspondent à celles de l’administration civile, le terme de « diocèse » étant du reste emprunté à celle-ci. On peut en suivre l’évolution à travers les Notitiae episcopatuum dont les révisions à travers les siècles semblent suivre l’expansion ou la contraction du territoire impérial.
Deuxième personnage de l’État, le patriarche jouit d’une autorité et influence immense à la fois dans l’État et dans l’Église. 
En ce qui concerne la structure ecclésiale, si la création de nouveaux évêchés ou l’élévation d’un évêché au rang d’archevêché se fait souvent à l’initiative de l’empereur, elle ne peut se faire sans le consentement du patriarche qui doit mettre la décision en œuvre. Sur le plan de la liturgie et de l’administration des sacrements, il peut instituer de nouvelles fêtes ainsi que les processions qui les accompagnent. Il veille à la discipline en ce qui a trait à l’administration des sacrements, ce qui conduit à des conflits avec les empereurs en matière de mariage. De plus, et contrairement à l’Occident où l'autorité des archevêques, primats et métropolitains est considérablement réduite par l’accroissement de l’autorité papale, en Orient ces personnages continuent à jouir d’une grande autonomie et l’autorité du patriarche de Constantinople ne s'établit véritablement qu’à la faveur des conquêtes arabes qui annihilent l’influence des patriarches d’Alexandrie, d’Antioche et de Jérusalem ainsi que des avancées ottomanes qui forcent bon nombre de prélats à se réfugier à Constantinople.
Dans l'État, son influence peut, surtout en situation de crise, devenir considérable. Église et État devant agir de concert, les chrysobulles concernant des questions religieuses comme la répression des hérétiques portent la double signature de l’empereur et du patriarche. Le fait qu'il lui appartient non seulement de couronner les empereurs, mais également d’exiger d’eux avant leur couronnement une profession de foi orthodoxe lui donne une autorité considérable. De même, outre son rôle de guide spirituel de la famille impériale, le patriarche fait partie du conseil de régence en cas d’avènement d’un empereur mineur et quelquefois le préside, comme Nicholas le Mystique, premier tuteur de Constantin VII Porphyrogénète. Et certains patriarches comme Photios n'hésitent pas à s’adresser directement à de très hauts fonctionnaires pour leur donner des conseils, voire leur adresser des remontrances. Michel Cérulaire pour sa part n'hésite pas à s’opposer à la politique de Constantin IX qui veut faire alliance avec le pape contre les Normands,. 
L’administration patriarcale a pour cadre les dépendances de la cathédrale Sainte-Sophie, à proximité du Grand Palais. Déjà au VIe siècle elle occupe un personnel pléthorique dont la surabondance inquiète sérieusement les empereurs qui prennent régulièrement des mesures pour faire respecter le nombre autorisé de 525 clercs. Formant une véritable cour, ceux-ci sont répartis en plusieurs classes. Au sommet opèrent de véritables ministres comme le syncelle (σύγκελλος), sorte de premier ministre et successeur éventuel du patriarche, lequel est nommé par l’empereur et prend rang dans la hiérarchie palatine, ainsi que cinq grands dignitaires, appelés diacres et rappelant le rôle des cardinaux responsables de dicastères à Rome : le Grand Économe, le Grand Sacellaire, le Grand Skeuophilax, le Grand Chartophylax et le préposé au Sakellion,. 
Pour l'aider dans ses tâches, le patriarche peut se reposer sur le synode permanent (synodos endèmousa) formé par l'ensemble des évêques séjournant dans la capitale, mais limité très tôt aux archevêques et métropolites. Il dispose de compétences législatives, administratives et judiciaires. Il lui appartient entre autres d’établir une liste de trois noms pour l’élection d’un nouveau patriarche au cours d’une session à laquelle l’empereur lui-même ou son représentant assiste,. Il jouit d’une autorité suffisante pour qu’Alexis Ier doive s’appuyer sur les clercs de Sainte-Sophie pour imposer sa réforme du clergé en dépit de son opposition.

#### Clercs réguliers et moines
Dans les diocèses hors de Constantinople, le clergé se répartit entre les clercs séculiers et les moines. 
Les simples clercs qui desservent les églises partagent la vie de leurs ouailles. Non seulement ils peuvent-ils être mariés, à tout le moins jusqu’à ce qu’ils aient reçu les ordres majeurs, mais ils doivent travailler pour faire vivre leur famille. S'il n'y a pas de dime à Byzance, surtout dans les campagnes, les clercs reçoivent des redevances pour l’administration de sacrements,, comme le baptême, le mariage, etc.
Il n'existe pas dans l’empire byzantin de « paroisses » au sens où elles se développent en Occident. Les clercs desservent des églises de deux sortes : les premières, dites « catholiques » (καθολικαί), relèvent directement de l’évêque du lieu ; les deuxièmes sont des églises « privées », chapelles ou oratoires créées par des personnages importants soit à l’usage de leur propre famille, soit en lien avec  un monastère ou une institution charitable. Ne dépendant de l'évêque que pour l’approbation des clercs qui en assurent la desserte, ces dernières réduisent les revenus des évêques puisqu’elles n'ont pas à lui verser de redevances. Elles réduisent également les revenus de l’État en raison des exemptions fiscales en faveur de l’Église promulguées par divers souverain, en particulier par l’impératrice Irène (régente 780 ; impératrice 797-802). Ainsi, un fonctionnaire avisé comme Michel Attaleiatès (vers 1022 - vers 1080) se constitue un patrimoine diversifié grâce auquel il fonde le monastère du Prodrome (Précurseur) à Constantinople. Ayant hérité d’un domaine (oikos) à Rhodosto (aujourd’hui Tekirdağ en Turquie), il le transforme en asile pour pauvres et lui subordonne le monastère de Constantinople, créant une unité socio-économique pouvant vivre en autarcie. Cette unité reverse une partie de ses revenus sous forme d’œuvres charitables, le surplus allant au propriétaire,.  Ces institutions charitables (hôpitaux – xena; hospices pour étrangers, vieillards ou femmes abandonnées – xenodocheia, gerokomeia, matronea) jouent un rôle social important, l’État y voyant une façon de contrôler les révoltes et l’Église ayant l’obligation légale d’y consacrer le quart de ses revenus.

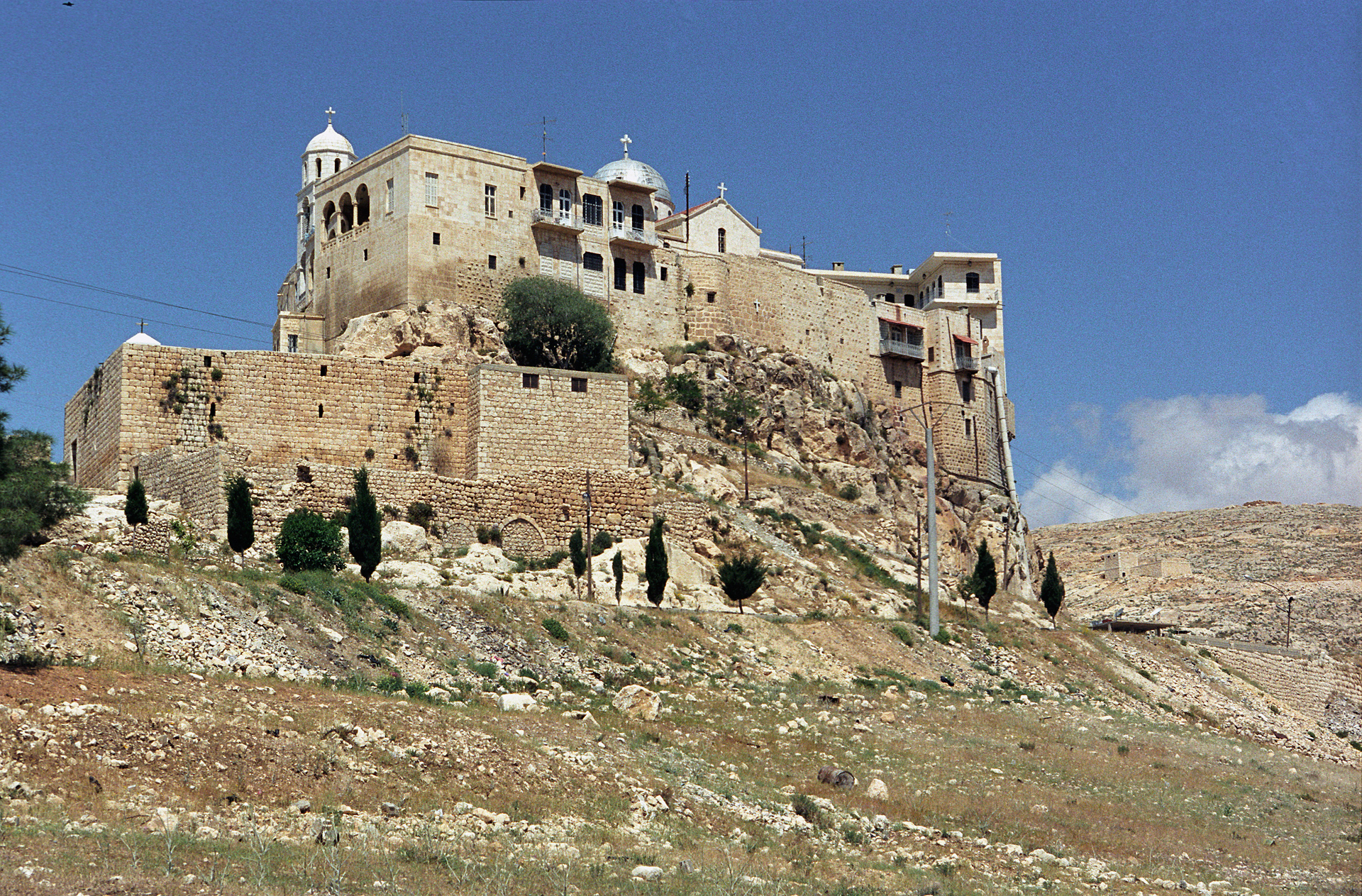
Le monastère Notre-Dame de Seidnaya, en Syrie, qui aurait été fondé par Justinien.

Existant déjà à l’époque de Justinien, les monastères byzantins se développent rapidement présentant l’image de cette vie idéale, « bienheureuse et sans souci mondain » selon l’expression de Théodore II Laskaris (1254-1258), que maints empereurs embrassent soit de leur plein gré, soit après y avoir été forcés.

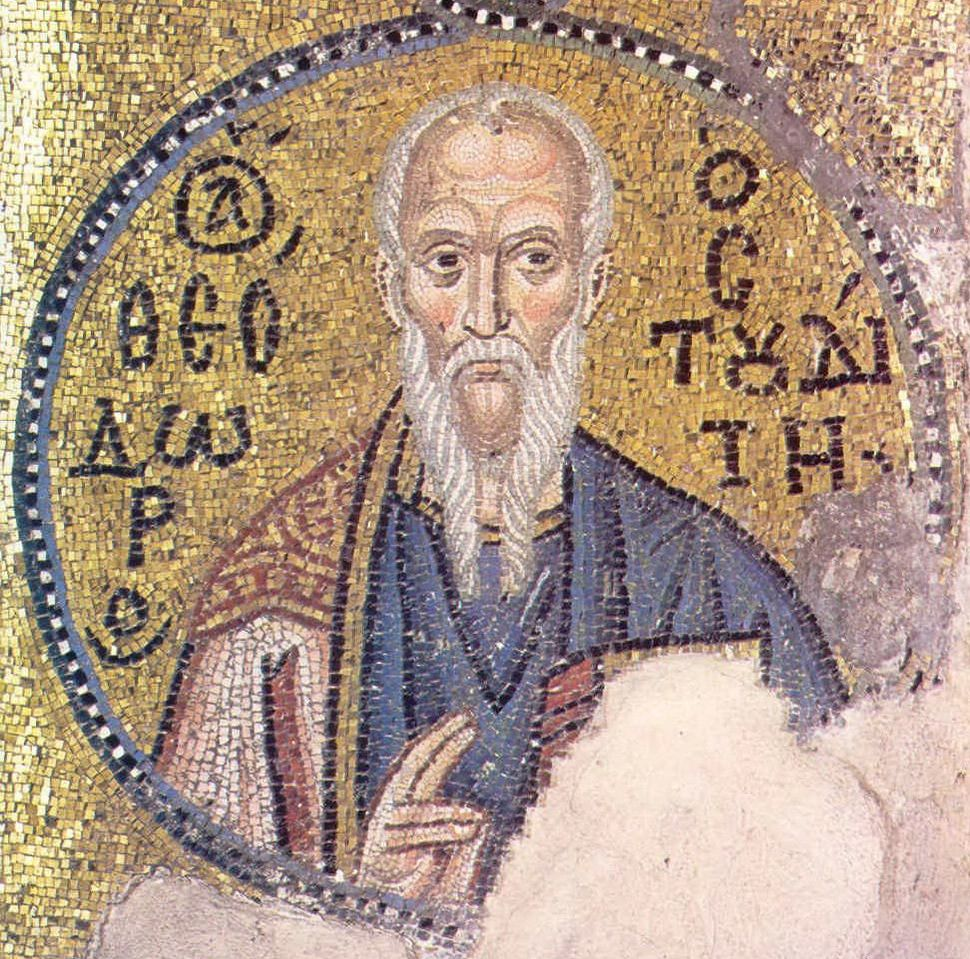
Théodore Studite (759 – 826), réformateur du monachisme byzantin.

Le monastère byzantin, appelé laure, constitue une synthèse du monachisme oriental, surtout contemplatif où le moine vit isolé suivant la tradition des ascètes égyptiens et syriens, et le modèle hellénique dont les préceptes et règlements sont fixés par saint Basile et réformés vers 798 Théodore Studite (759-826). Le prototype en est la Lavra, premier et plus important monastère du mont Athos, fondé par saint Athanase en 961 où les moines combinent vie commune et travail collectif avec vie solitaire dans les cellules où le moine se retire pour méditer,. 
Placés hors du contrôle de la hiérarchie ecclésiastique et étatique mais ayant pour eux l’opinion populaire, les moines jouissent d’une liberté de parole et d’action qui les mettent souvent en conflit avec l’une et avec l’autre,. Comme en Occident, tous les moines ne revêtent pas nécessairement la prêtrise, mais contrairement à leurs confrères occidentaux, ils ne sont pas rattachés à un monastère et voyageent souvent de l’un à l’autre, prêchant dans les villes et les campagnes des doctrines qui heurtent souvent aussi bien l’Église officielle que l’État. Divers empereurs, le premier étant Justinien, tentent de légiférer pour donner aux monastères un statut juridique bien défini ; certains autres comme Léon VI, Alexis Ier et Manuel Comnène pour empêcher les abus auxquels donnent lieu les privilèges dont jouissent ces monastères comme le fait de vouer des enfants au monastère dès leur naissance,.

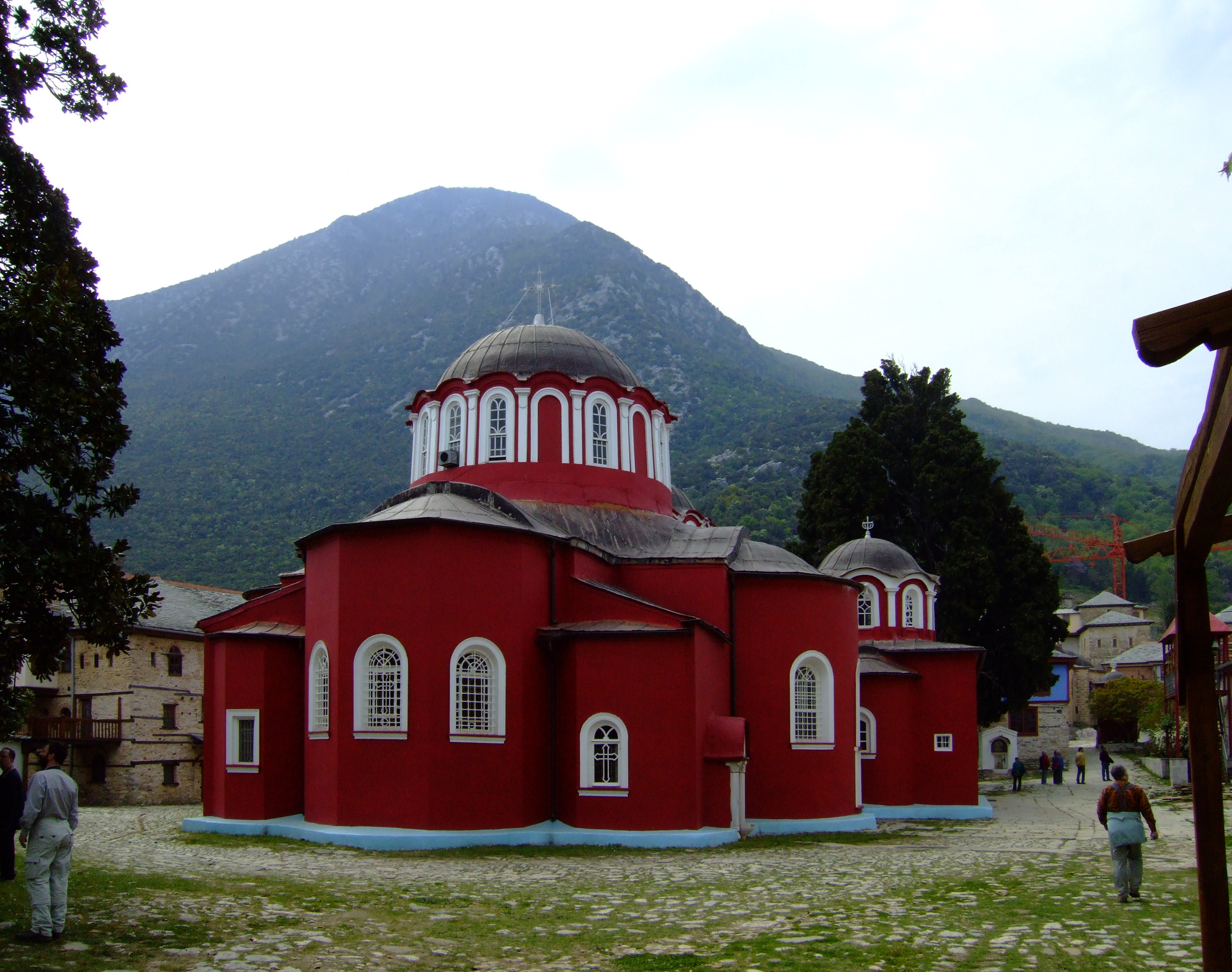
L’église principale du monastère de la Grande Laure avec le mont Athos en arrière-plan.

Certains monastères, en se fédérant, parviennent même à jouir d’un statut d’autonomie politique au sein de l’empire, le plus connu étant le Mont de l’Athos qui a maintenu ce statut jusqu’à aujourd’hui. Mentionnons également le Latros (12 monastères), le Mont Sinaï et les Météores (six monastères encore en activité),.
Le plus grave conflit opposant moines et pouvoir impérial a sans doute été la crise iconoclaste pendant laquelle les moines se sont rangés à peu d’exceptions près du côté des défenseurs des images et ont dès lors été exposés aux persécutions qui ont culminé sous Constantin V, lequel tente d’extirper le monachisme de l’empire : il est défendu aux monastères de recruter des novices ; les moines existant doivent rompre leurs vœux, abandonner l’habit religieux et quitter leurs monastères transformés en casernes,. Mais ce ne fut pas le seul. Après la déposition du patriarche Ignace de Constantinople, lui-même ancien moine, par Michel III et son remplacement par Photios, les moines n'hésitent pas à prendre le parti de Rome qui a condamné cette déposition. Ils jouent un rôle indéniable dans le mouvement d’opinion qui conduit en 969 à l’assassinat de Nicéphore Phokas, et demeurent toujours hostiles à toute tentative des Paléologues pour soumettre l’Église orthodoxe à celle de Rome.

### Le patriarche de Constantinople et le pape
Lors du premier concile de Nicée, l’évêque de Byzance devenue Constantinople, n’occupe qu’un modeste rang comme suffragant de l’évêque d’Héraclée, métropole de la province d’Europe. Cette situation change avec le concile de Constantinople en 381 alors que le concile, par son troisième canon (loi) assure à l’évêque de la Nouvelle Rome le second rang dans l’Église. Si l’évêque de Rome fonde sa prééminence sur le fait qu’il est le successeur de saint Pierre, celui de Constantinople devra sa position au fait que la nouvelle Rome est la résidence de l’empereur. 
Au tournant du siècle, Jean Chrysostome, nouvellement nommé archevêque, s’insurge contre la corruption des mœurs et destitue l’évêque d’Éphèse.  Imposant son autorité aux diocèses d’Asie, il entre bientôt en conflit avec l’archevêque d’Alexandrie. Mais un demi-siècle plus tard Constantinople l'emporte sur sa grande rivale et, au concile de Chalcédoine de 451, Constantinople obtient par le vingt-huitième canon des prérogatives presque égales à celles de Rome laquelle conserve toutefois « la primauté d’honneur ». Son patriarche a autorité sur les trois diocèses civils du Pont, de l’Asie et de Thrace totalisant au VIe siècle 28 provinces civiles et 30 éparchies ecclésiastiques. Au début du VIIIe siècle, l’empereur Léon III lui rattache également les Églises de l’Illyricum oriental (Dacie et Macédoine).
Il existe alors cinq patriarches ou évêques des cinq villes les plus importantes de l’empire dont les Églises auraient été fondées par des apôtres : Rome, Constantinople, Alexandrie, Antioche et Jérusalem. Par sa novelle 123, Justinien confie aux évêques de ces cinq villes la responsabilité collective de l’Église ou Pentarchie. Implicite dans les décisions du Concile de Chalcédoine, la notion de Pentarchie se trouve énoncée explicitement dans les actes du concile in Trullo VIIe siècle et du Quatrième concile de Constantinople de l’an 869. Rome refuse toutefois de reconnaitre aussi bien le vingt-huitième canon du concile de Chalcédoine que ceux qui réduisent Rome au même rang que les quatre autres patriarcats.
Jetant de l’huile sur le feu, la législation de Justinien donne au patriarche de Constantinople le titre d’« œcuménique », terme ambigu qui signifie probablement dans la pensée impériale « couvrant l’empire », alors que Rome choisit de l’interpréter dans sa traduction littérale d’« universel ». 
Tant Pélage II (r. 579-590) que son successeur, Grégoire Ier (r. 590-604) protestent vigoureusement contre l’emploi de ce qualificatif qu’utiliseront des patriarches comme Photios et Michel Cérulaire à titre de bravade face à Rome,. 
S'en tenant au sens accepté en Orient, l'empereur Maurice (r. 582-602) voulant lutter contre les monophysites encourage le patriarche Jean le Jeûneur à utiliser le qualificatif pour donner au patriarche de Constantinople une autorité sur les autres patriarches d’Orient égale à celle qu’exerce celui de Rome sur les évêques d’Occident.

### Le patriarche de Constantinople et les autres patriarches
Déjà constitué à l’époque du concile de Nicée, le patriarcat d’Alexandrie estime avoir été fondé par saint Marc. Au IVe siècle il détient la deuxième place dans l’Église universelle et son territoire englobe les provinces d’Égypte et les deux Libye. Ignorant l’échelon métropolitain, l’archevêque d’Alexandrie consacre lui-même les 101 évêques de son territoire. Grand propriétaire foncier en Égypte, le patriarche possède une flotte commerciale qui lui permet de nourrir les milliers d’indigents de la ville. Même le légat impérial respecte la puissance de celui que l'on appelle le « pharaon épiscopal ». Alors capitale intellectuelle de l’empire, Alexandrie voit d’un mauvais œil la montée en puissance de Constantinople et cherche à s’allier à Rome pour s’opposer au 28e canon du Concile de Chalcédoine. Toutefois, elle perd son autorité précisément après ce concile, lorsqu’elle se scinde en deux : le patriarche Dioscore (qui, le premier, a pris le titre de patriarche œcuménique) contesta la notion des deux natures du Christ et, suivi de ses partisans, fut à l’origine de la scission monophysite (une seule nature unissant la nature divine et l’humanité), alors que le reste de l’Église accepte la profession de foi chalcédonienne sur la dualité des natures du Christ. Par la suite, patriarches chalcédoniens et anti-chalcédoniens ou jacobites se succèdent jusqu’à ce que Justinien impose à Alexandrie des patriarches chalcédoniens. Bien qu'officielle, l’Église chalcédonienne ou melchite ne peut se maintenir que grâce à l'appui impérial auquel est hostile une bonne partie de la population. Conquise par les Persans en 616 la ville est récupérée par l’empire vers 630, mais tombe aux mains des Arabes en 642,,.
Le patriarcat d’Antioche peut revendiquer avec Rome le privilège d’avoir été fondée par saint Pierre. Mais alors que le territoire d’Alexandrie est bien délimité, celui d’Antioche qui comprend tout le diocèse civil d’Orient, débordant sur la Géorgie et la Perse, n'a aucune frontière précise au nord et à l’est et ses 138 évêchés rassemblent une mosaïque de peuples, de langues et de coutumes diverses constituant des foyers propices pour les diverses hérésies qui sont nées en Orient. De plus son territoire est amputé de Chypre dont l’autonomie est reconnue au concile d’Éphèse en 431 ainsi que de Jérusalem et des trois Palestines, nouveau patriarcat créé par le concile de Chalcédoine en 451. Aux IVe siècle et Ve siècle, une brillante école théologique participe aux controverses théologiques de l'époque en soutenant en particulier l'interprétation littérale des textes de la Bible. Ses principaux représentants sont Diodore de Tarse, Théodore de Mopsueste, Théodoret de Cyr et surtout Jean Chrysostome. Ils s’opposent alors à l’école d’Alexandrie qui soutient l’interprétation allégorique de ces textes. Mais ce prestige faiblit avec les luttes christologiques du Ve siècle et avec le milieu du VIe siècle la naissance de l’Église jacobite voit un schisme où certains sièges ont deux évêques, l’un chalcédonien seul reconnu par les autorités impériales et l’autre jacobite. Lors de l’invasion persane, les évêques chalcédoniens sont chassés et remplacés par des évêques jacobites jusqu'à la reconquête par l’empereur Héraclius qui réinstalle des évêques chalcédoniens, lesquels occupent le trône patriarcal jusqu’à la conquête arabe en 638,.
Dernier venu, le patriarcat de Jérusalem a été créé grâce aux efforts de son évêque, Juvénal (422 ? – 458), lors du concile de Chalcédoine. Son territoire englobe les trois Palestines, l’Arabie et les deux Phénicies. Toutefois, il tire son prestige non d'une soi-disant création par un apôtre, mais de la présence des Lieux Saints qui attirent des milliers de pèlerins. Bien qu'ayant été la proie de quelques querelles théologiques au VIe siècle, le patriarcat tente de conserver des liens fréquents et amicaux aussi bien avec Rome qu'avec Constantinople. Occupé par les Persans au début du VIIe siècle, il est détaché pendant une quinzaine d’années de l’empire jusqu'à ce qu’Héraclius rapporte la vraie croix à Jérusalem en 630,.
En dépit des schismes et des querelles qui les opposent souvent, les patriarcats orientaux ne perdent jamais la notion de l’unité de l'Église comme en témoigne un certain nombre d’usages. 
Lors de leur élection, chacun des patriarches adresse au pape à Rome et à leurs collègues en Orient une profession de foi, appelée synodique, qui énumère à la fois les articles de foi auxquels ils adhèrent ainsi que les anathèmes devant frapper ceux qui professent une hérésie. Sauf lorsque les communications sont rendues presque impossibles par les conquêtes arabes, la non-réponse à ces synodiques est considérée comme une non-reconnaissance de la légitimité du patriarche concerné. 
Les patriarches en fonction voient également leur nom inscrit sur les diptyques des vivants commémorés au canon de la messe. Lorsqu'ils décèdent, leur nom est transféré aux diptyques des morts. Tout patriarche dont le nom est rayé des diptyques est considéré comme hérétique.
À partir du concile de Chalcédoine, les patriarches prennent l’habitude de communiquer entre eux par l’entremise de messagers appelés apocrisiaires, simples intermédiaires qui diffèrent des légats munis de pouvoirs étendus envoyés pour traiter de questions importantes ou représenter le pape ou l’un des patriarches à un concile œcuménique.

### Les Églises nationales

#### Bulgarie

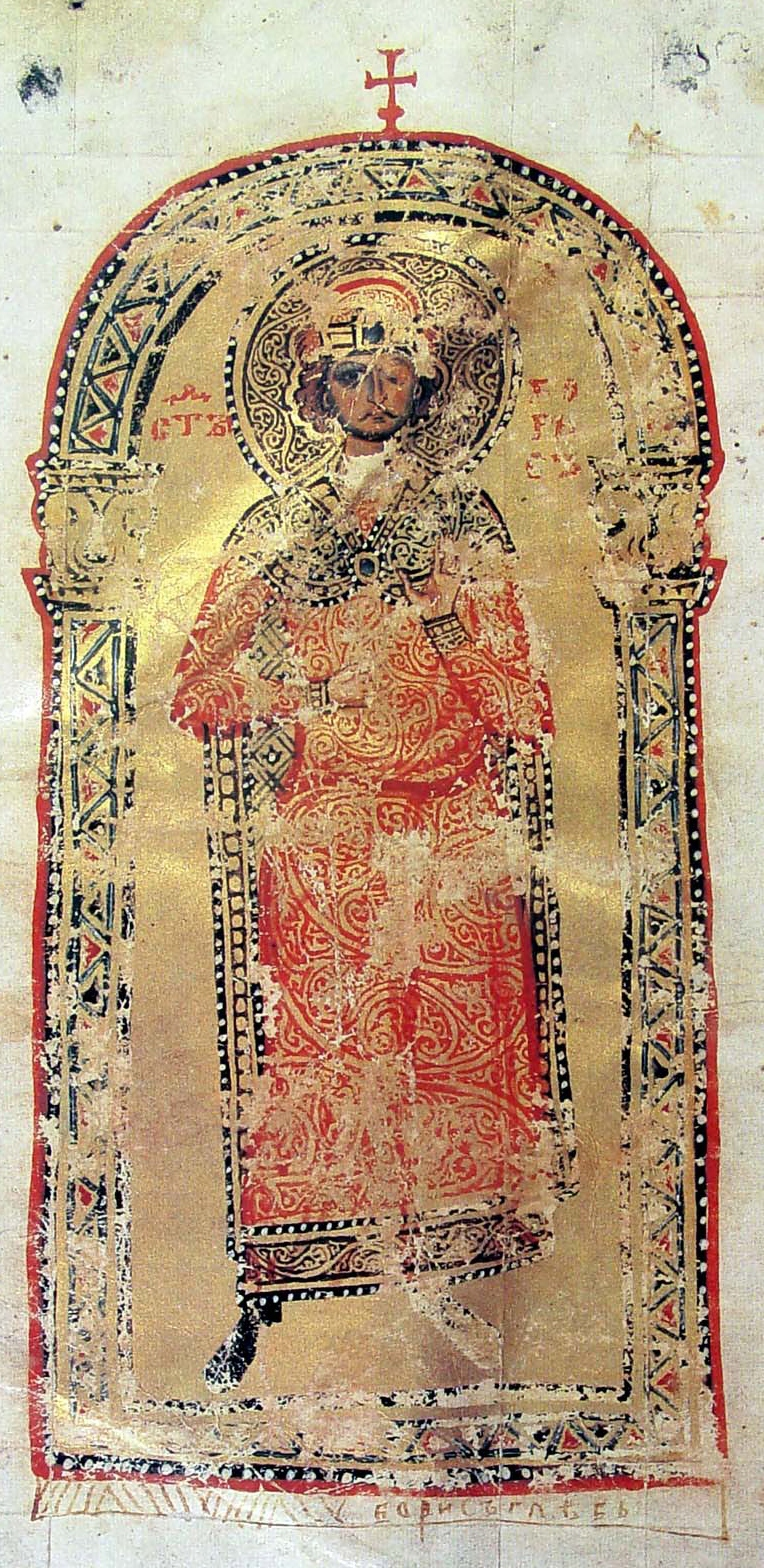
Boris Ier, khan puis tsar de Bulgarie (852-889).

À côté de ces cinq patriarcats originaux formant la pentarchie, se développent à partir du IXe siècle des Églises nationales, qui revendiquent bientôt le même statut que les Églises plus anciennes.
En 852, Boris Ier devient khan de Bulgarie, son pays a établi des relations avec l’empire carolingien, considérées comme hostiles par l’empereur byzantin. En 864, Michel III fait une démonstration de force terrestre et maritime à la frontière entre les deux empires, qui force Boris à envoyer une délégation à Constantinople acceptant à la fois de renoncer à l’alliance avec les Francs et de recevoir le baptême d’un évêque envoyé par Constantinople. 
Cette acceptation tacite de la souveraineté morale de Constantinople est immédiatement dénoncée par le pape Nicolas Ier. Toutefois Boris entend bien maintenir l’indépendance de son État et souhaite obtenir son propre patriarche avec place dans la pentarchie. Il s’adresse donc en 866 au pape pour obtenir l’envoi d’un patriarche et des prêtres catholiques romains. Nicolas reçoit cette demande avec empressement, mais remet à plus tard l’envoi d’un patriarche. Déçu, Boris décide de s’adresser directement à un concile réuni à Constantinople en 870, en posant comme question : à quelle Église son pays doit-il appartenir, Rome ou Constantinople ? Les légats pontificaux mis en minorité, le clergé latin est expulsé de Bulgarie et remplacé par un clergé grec : un archevêque est nommé pour la Bulgarie, dépendant du patriarche de Constantinople, mais recevant un statut plus élevé et une autonomie plus grande que les autres évêques de l’empire.
La situation demeure insatisfaisante, car si le clergé romain officie en latin, le clergé grec officie dans sa langue, que ne comprend pas plus la population slave. Une chance s’offre au tsar lorsque, par suite de la mort de Méthode en 885, plusieurs disciples des deux frères qui ont fait du slavon la langue liturgique en Moravie sont expulsés de ce pays. Ils sont chaleureusement accueillis par Boris et l’un d’eux, Clément, est envoyé en Macédoine pour y évangéliser la population dans sa propre langue. Il s’établit à Ohrid (aujourd’hui en Macédoine, mais capitale de la Bulgarie depuis Siméon Ier, dont il devient évêque en 885. 
L’adaptation de la culture grecque aux réalités bulgares se poursuit sous le successeur de Boris, Siméon Ier le Grand (896-927) qui a lui-même reçu son éducation à Constantinople. Tout aussi nationaliste que son père, Siméon profite de la situation de faiblesse où se trouve l’empire après la mort de Basile Ier pour attaquer Constantinople  en 913 et obtenir la reconnaissance officielle par le patriarche Nicolas, régent de l’empire après le décès de l’empereur Alexandre, du titre d’empereur des Bulgares (basileus Boulgarias). Ceci n'est pas jugé suffisant par le tsar qui espérait remplacer l’empereur byzantin et, après une nouvelle victoire en 926, Siméon prend le titre d’« empereur des Romains et des Bulgares », déclarant que l’archevêché de Bulgarie serait dorénavant un patriarcat au même titre que Constantinople.
Cette victoire reste de courte durée : dès le règne de Basile II (r. 960-1025), surnommé le « tueur de Bulgares » (Basileus Bulgaroktonos), la situation se renverse. Après s’être emparé du pays, l’empereur divise la Bulgarie en deux duchés (la Bulgarie à l'Ouest et le Paristrion à l'Est). Le patriarcat est ramené au rang d’archevêché, mais mis sous l’autorité directe de l’empereur, demeurant ainsi indépendant du patriarche de Constantinople.
La prise de Constantinople par les croisés en 1204 conduit à l’établissement d’un patriarche latin à Constantinople, nommé par le doge de Venise, et l'exil du patriarche orthodoxe, qui trouve refuge dans l’empire de Nicée. Le rôle des évêques dans les États successeurs prend une importance nouvelle, particulièrement en Épire où s'est réfugié une bonne partie du haut clergé orthodoxe. Situé dans l’ouest de la Macédoine, Ohrid appartient au XIIIe siècle au despotat d'Épire dont le souverain aspire tout comme l’empereur de Nicée à reprendre la tête d’un empire réunifié. C’est ainsi que Dèmètrios Chomaténos est promu en 1217 par Théodore Ange Doukas Comnène, alors despote d'Épire, au poste de « métropolite d'Ochrid et de toute la Bulgarie ».
Cependant, l’archevêque, semblant ne guère éprouver de sympathie pour ses diocésains bulgares, devient rapidement avec son collègue de Naupacte, Jean Apokaukos, le porte-parole de l’autonomie des Églises d’Europe face à celle de l’Église de Nicée (entendre d’Asie). C'est à ce titre et avec l’appui des autres évêques « vivant dans le territoire occidental » (en Europe) qu'il couronne en 1225 ou 1227 Théodore Ange comme empereur de Thessalonique, s'attirant ainsi les foudres du patriarche Germain II de Constantinople, en exil à Nicée. Un tel geste est vu comme consacrant la division de l’Empire byzantin et contestant la prétention de l’archevêque de Nicée au titre de patriarche de Constantinople,. Toutefois, la défaite de Théodore Ange aux mains du tsar bulgare Jean Asen (Ivan Assen II) à Klokonitsa en 1230 met fin aux aspirations de l’Église d'Épire : les évêques de cette région se rallient progressivement à l'Église de Nicée. L’année même de la mort de Dèmètrios Chomatenos (1235), un synode se réunit à Lampsaque sous la présidence du patriarche Germain II de Constantinople qui élève l’Église de Bulgarie au rang de patriarcat.
Dernier acte de la diplomatie jouant Rome contre l’Empire byzantin, en 1235, Jean Asen II (r. 1218-1241) conclut un traité d’alliance avec l’Empire de Nicée qui fait du patriarcat de Bulgarie un patriarcat autonome.

#### Serbie

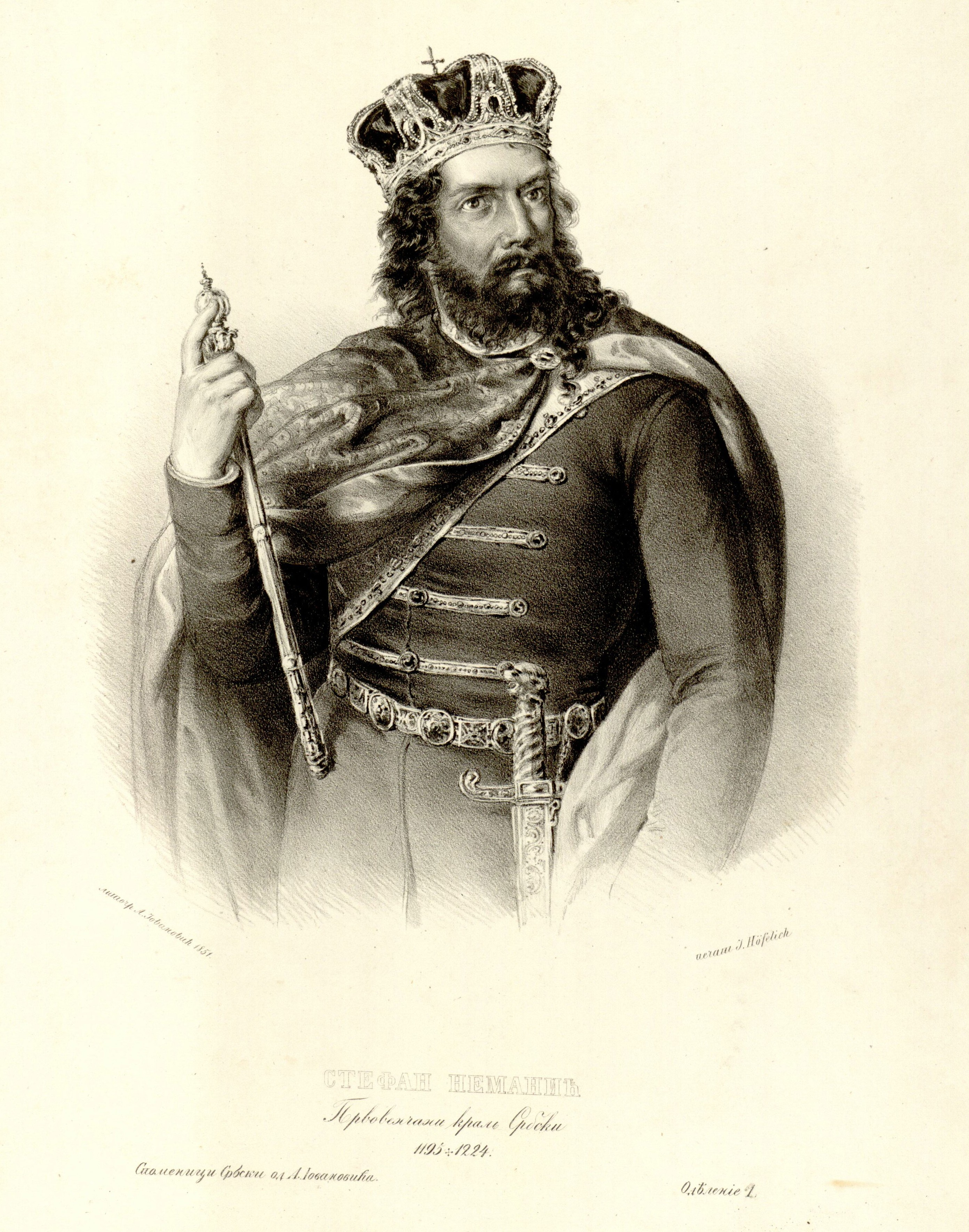
Étienne Nemanjic, lithographie du XIXe siècle.

Tout comme la Bulgarie, la Serbie hésite longtemps entre Rome et Constantinople. Un début d'Église s’organise déjà dans ce qui est l'archidiocèse de Justiana Prima, fondé en 535, dont la juridiction s’étend sur l’ensemble de la Serbie actuelle. Léon III transfère la région alors appelée "Illyricum" du patriarcat de Rome vers celui de Constantinople. Toutefois le diocèse disparait lors de l’invasion du pays par les Serbes.
Divisés lors de leur arrivée dans les Balkans en de nombreuses tribus dirigées par des župans, les Serbes s’établissent dans la région côtière du lac Scutari et des bouches de Kotor, connue sous le nom de Dioclée et plus tard de Zeta. 
Le christianisme devient religion d’État probablement sous le règne du prince Mutimir (r. 851-891) et de l’empereur byzantin Basile Ier (r. 867-886). Selon Constantin Porphyrogénète, « les Croates et les Serbes envoyèrent des émissaires pour demander le baptême ; ainsi Basile fit baptiser tous ceux de ces nations qui n’avaient pas encore été baptisés ».
Le premier royaume de Serbie émerge au début du XIe siècle, lorsque Étienne Vojislav renonce à son alliance avec l’empereur de Constantinople, se tourne vers Rome et commence à annexer à la Dioclée les territoires voisins. Son fils, Michel (r. 1052-1081) parvient à persuader le pape de détacher son territoire de l’archevêché de Dyrrachium (aujourd’hui Durrës en Albanie) pour le rattacher au diocèse latin d'Antibari, qui devient un archevêché. En 1077, à l’exemple du roi Demetrius Zvonimir de Croatie, il reçoit une couronne royale de Grégoire VII, devenant ainsi vassal du pape. 
Son fils, Constantin Bodin (r. 1081-1101), brièvement tsar de Bulgarie, est capturé par les Byzantins, passe quelques années à Constantinople, et revient gouverner sa principauté (vers 1082). Il continue la politique de ses prédécesseurs, agrandissant son territoire à la Rascie (Raška) et à la Bosnie, et maintenant de bonnes relations avec Rome.
À la mort de celui-ci, le royaume sombre dans l’anarchie. Il n'est réunifié que sous Stefan Nemanja (r. 1166-1199), souverain de la Rascie, qui, d’abord baptisé selon le rite catholique, l'est une seconde fois dans le respect du rite orthodoxe à Ras (diocèse fondé au IXe siècle dépendant de l’archevêché d’Ohrid). Étienne profite de la guerre entre Venise et Constantinople en 1171 pour s’allier à Étienne III de Hongrie, mais la mort de ce dernier le laisse seul face à Manuel Ier, qui lui pardonne et lui donne le titre de grand Župan. 
En 1195, Alexis III Ange monte sur le trône de Constantinople : Étienne Nemanja décide l’année suivante de se retirer du monde, de laisser la succession à son fils Étienne Nemanjić (signifiant « fils de Nemanja »), et va rejoindre son second fils, Rastko Nemanjić, retiré comme moine au Mont Athos sous le nom de Sabas,.
La chute de Constantinople aux mains des croisés en 1204 permet au nouveau roi surnommé  Étienne Prvovenčani (le Premier-couronné, puisque son territoire englobe maintenant toute la Serbie, grand-župan de Serbie 1195-1217, roi de Serbie 1217-1227) de contrôler la route de Constantinople. Il négocie donc avec Rome et avec Constantinople, et obtient en 1217 la couronne royale du pape Honorius III. Les Serbes sont toutefois demeurés orthodoxes, et Étienne subit le courroux de son frère cadet, choqué par cette soumission aux Latins. Les deux frères finissent par se réconcilier et, ensemble, se rendent à Nicée rencontrer l’empereur Théodore Ier Lascaris. 
Nominalement sujette de Rome depuis la conquête franque, la Serbie orthodoxe dépend en fait de l’archevêché d’Ohrid, situé en Épire, où le despote revendique, tout comme l’empereur de Nicée, la succession de l’Empire byzantin. 
Théodore persuade son patriarche de sacrer Saba archevêque de Serbie, et de faire de l’Église serbe une Église autocéphale (ne dépendant ni de l’empereur ni du patriarche de Constantinople), sous réserve que le nom du patriarche soit mentionné en premier dans la liturgie. 
Cette souplesse face aux réalités politiques de l’époque en Bulgarie, en Serbie et un peu plus tard en Russie, permet à l’Église orthodoxe byzantine de continuer à détenir une influence en Europe de l'Est sans commune mesure avec la faiblesse politique de l’empire,.  

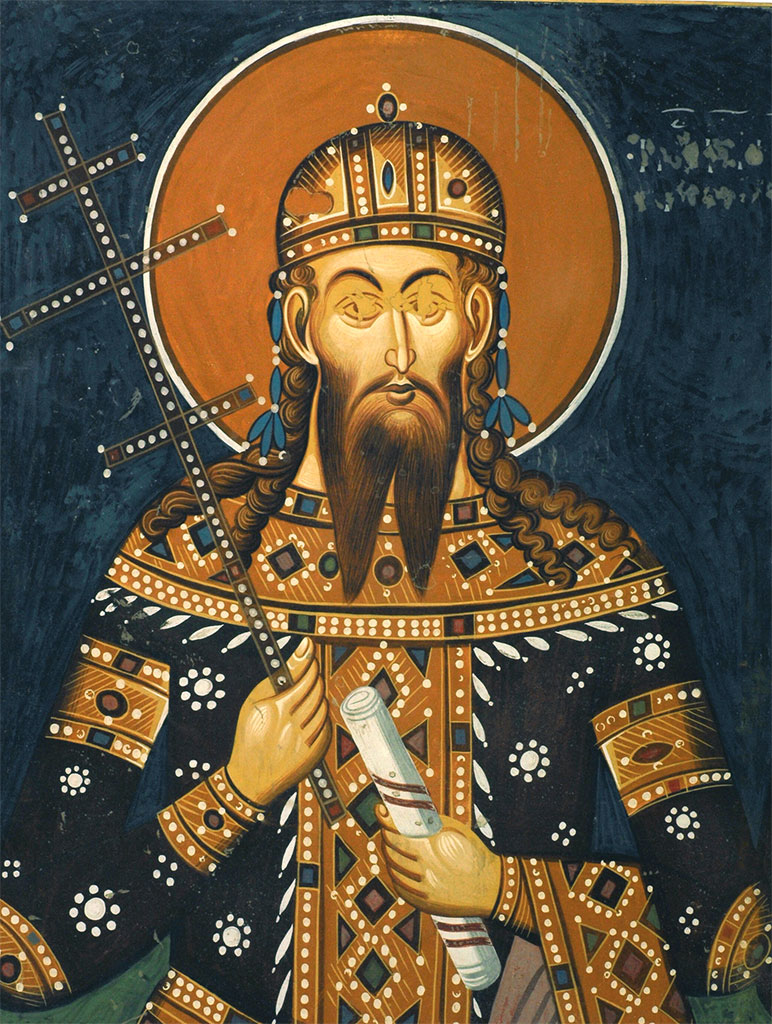
Uroš V, le dernier de la dynastie des Nemanja.

Les relations avec Constantinople prennent une nouvelle tournure durant le règne d’Étienne Uroš II Milutin (r. 1282-1321), qui, traversant les montagnes du Šar, occupe une grande partie de la Macédoine incluant la ville de Skoplje, ouvrant ainsi la route vers Thessalonique. Ce faisant, la Serbie devient une puissance importante dans les Balkans pouvant traiter d’égal à égal avec l’Empire byzantin. 
De fait deux ambassades byzantines visitent la Serbie au XIIIe siècle, toutes deux chargées d’un projet d’alliance matrimoniale.
La deuxième proposition voit le roi Milutin épouser Simonis, la fille d'Andronic II alors âgée de cinq ans, et dotée… des territoires de Macédoine conquis par Milutin, lequel pour sa part reconnait dans l’empereur de Constantinople « l'empereur universel de la Nouvelle Rome ». 
À la même période, la culture byzantine se répand à la cour de Serbie, qui lui emprunte non seulement les titres de sa noblesse, son système judiciaire, mais aussi le système de propriété des sols (pronoia). 
Une nouvelle étape est franchie pendant le règne d'Étienne Dušan (r. 1331-1355), Stefan Uroš IV Dušan. Prenant avantage du déclin de la Bulgarie et des guerres civiles qui font rage à Constantinople, en l’espace de quinze ans, il conquiert l’ensemble de la Macédoine (sauf Thessalonique), l’Albanie, l’Épire et la Thessalie. 
Byzance perd ainsi la moitié de son territoire alors que la Serbie double le sien et que le monarque dans une lettre à la république de Venise peut se vanter « d’être le seigneur de presque tout l’Empire des Romains », prenant en 1345 le titre d’« Empereur et autocrate des Serbes et des Romains ». 
Tout couronnement impérial devant être célébré par un patriarche, il élève l’archevêque de Serbie au rang de « Patriarche des Serbes et des Grecs ». 
Toutefois, si l’empereur byzantin lui reconnait le titre d’« empereur des Serbes », il se refuse à y ajouter « des Romains » et encore moins « des Grecs ».
Moins tolérant, le patriarche de Constantinople, Callistus, excommunie le nouvel empereur autant pour avoir élevé l'archevêque au rang de patriarche et que pour avoir annexé des territoires appartenant à l’Empire byzantin.
L’empire de Dušan lui survit à peine : peu après sa mort en 1355, le dernier des Nemanjia, Stefan Uroš V, s'avère incapable de défendre l’empire à la fois contre ses ennemis à l’extérieur et la grande noblesse à l’intérieur. Peu après, en 1389, la bataille de Kosovo Polje marque la fin de l’indépendance du royaume, bientôt suivi en 1393 par la chute de la capitale bulgare. Il faut encore un demi-siècle pour que le dernier château-fort serbe, Smederevo sur le Danube soit capturé par les troupes de Mehmet II.

#### Russie
Après la conversion de la veuve du prince Igor, Olga, reçue en grande pompe à Constantinople en 957, c'est sous le règne de Vladimir Ier (r. 980-1015) que s'opère la christianisation de la Russie de Kiev, puis son entrée dans la communauté des États chrétiens, donc dans l’œkoumène byzantin. En 988, Vladimir apporte son concours à l’empereur dans sa lutte contre l'usurpateur Bardas Skléros moyennant la main de la princesse Anne, sœur des empereurs byzantins Basile II et Constantin VIII. 
Après quoi, Vladimir Ier retourne sur ses terres où il convertit la principauté de Kiev au christianisme orthodoxe byzantin, établissant des diocèses le long de la route allant de la Baltique à la mer Noire, qui devient ainsi aussi importante sur le plan ecclésiastique que commercial. 
Selon la Chronique de Nikon, le premier évêque de Kiev aurait été Michel Ier devenu évêque en 988. Il participe alors aux campagnes d’évangélisation de la Rus’ de Kiev aidé de sept évêques. Après avoir évangélisé Novgorod, il envoie des messagers au patriarche de Constantinople pour demander des évêques supplémentaires,.
Mais, en dépit du fait que la Russie de Kiev affirme progressivement son autonomie, Byzance continue à adopter à son égard un ton paternaliste, et le métropolite de Russie continue à être nommé par Constantinople, bien que les autorités de Constantinople semblent s’être la plupart du temps contentées de ratifier le choix des princes russes.
Aussi, les relations entre les deux empires passent par des hauts et des bas. Lors du schisme de 1054 la Russie demeure fidèle au rite byzantin, reflet de ses liens étroits avec Constantinople, qui domine encore la mer Noire et donc le commerce empruntant la route commerciale du Dniepr. 
Mais cette attitude condescendante, alors que la puissance de l’Empire byzantin va en décroissant et celle de Moscou en s'affirmant, commence à agacer sérieusement les princes russes. Ainsi les tentatives de l’empereur Manuel Comnène de les amener à se ranger derrière lui contre la Hongrie et les Normands les forcent à prendre position. Le prince Izyaslav de Kiev, parent du roi de Hongrie et ennemi de l’empire, persuade une assemblée d’évêques en 1147, de nommer le moine Clément, natif de Smolensk, comme métropolite : un bref schisme s’ensuit entre les deux Églises et c'est seulement après la mort du prince en 1154 que les Kiéviens acceptent à nouveau un métropolite envoyé par Constantinople. 
Après la chute de Constantinople aux mains des Croisés, le patriarche de Constantinople s'exile à Nicée dont les empereurs (tout comme les despotes d’Épire) se considèrent les légitimes successeurs de l’empire byzantin. La reconnaissance par les Russes, Bulgares et Serbes de la légitimité de ces patriarches en exil aide fortement les empereurs de Nicée dans leurs revendications politiques. En retour, au cours de cette période (1204-1261), ces trois nations parviennent à faire valoir (à divers degrés) l’autonomie de leurs Églises respectives. Vers 1250 un moine russe du nom de Cyril est consacré à Nicée comme métropolite de Kiev, instaurant ainsi la tradition de l’alternance grecque/russe dans la nomination des métropolites.
Suivant les aléas des luttes internes entre les principautés et l'occupation du pays par la Horde d'or, les métropolites-primats de l’Église russe transfèrent successivement leurs sièges de Kiev à Vladimir (1300) et de là à Moscou (1328) qui s’affirme comme la principauté la plus à même de faire face aux Tatars, conservant toutefois son titre de « Métropolite de Kiev et de toute la Russie » au grand dam de la Lituanie qui revendique elle aussi la succession de Kiev. 
L’attitude complaisante du patriarche de Constantinople  qui tente de jouer sur les deux tableaux fait croitre le ressentiment des autorités de Moscou : lorsque Manuel II demande l’aide du prince Basile Ier de Moscou en 1398, celui-ci déjà pleinement occupé par des problèmes intérieurs répond par la négative, ce qui lui attire la réprimande suivante du patriarche de Moscou, Antoine : « Il n’est pas possible pour les chrétiens d'avoir une Église, mais de ne pas avoir d’empire […] Le saint empereur… est oint  avec la myrrhe, et consacré basileus et autokrator des Romains, c’est-à-dire de tous les chrétiens ». 
Cette relation de dépendance prend fin en pratique lorsque le patriarche Isodore (métropolite de Moscou 1437-1441 ; métropolite de Kiev et toute la Russie 1437-1458), qui a accepté l’Union des Églises lors du concile de Ferrare-Florence en 1441, promulgue l’Union devant le Grand Prince de Moscou Vassili II (r. 1415-1462) et sa cour. Quatre jours plus tard, Vassili, craignant de perdre le contrôle de l’Église et désireux d’exclure les influences étrangères de son pays, fait arrêter Isidore, qui parvient à s’enfuir et à se réfugier à Rome. Devant l’impasse créée à la fois par la prise de Constantinople par Mehmet II et par l'emprisonnement de Basile par les Tatars, sept ans s'écoulent avant que le grand-prince convoque un concile des évêques russes qui élit l’un des leurs, l’évêque Jonas, comme métropolite de toute la Russie ; l’Église orthodoxe russe devenait à son tour autocéphale,.